# Route de Launaguet
La route de Launaguet (en occitan : rota de Launaguet) est une voie de Toulouse, chef-lieu de la région Occitanie, dans le Midi de la France.

## Situation et accès

### Description
La route de Launaguet est une voie publique. Elle traverse successivement les quartiers de Barrière de Paris, des Trois-Cocus et de Lalande.
Elle est longue de 873 mètres. Elle correspond à une partie de la route départementale 15, qui va de Gratens à Toulouse, et de là au lieu-dit de la Castagne, à Mirepoix-sur-Tarn, et se prolonge au nord dans le département du Tarn. En 2017, la gestion de la route a été transférée à Toulouse Métropole sur la partie qui traverse son territoire et elle est devenue la route métropolitaine 15.

### Voies rencontrées
La route de Launaguet rencontre les voies suivantes, dans l'ordre des numéros croissants (« g » indique que la rue se situe à gauche, « d » à droite) :
1. Boulevard Pierre-et-Marie-Curie (g)
2. Impasse Barthe (d)
3. Rue Frédéric-Bérat (g)
4. Rue Pagès (g)
5. Rue Eugène-Labiche (g)
6. Rue Lionel-Terray (g)
7. Impasse des Hortensias (g)
8. Rue Marcel-Loubens (d)
9. Impasse Émile-Péries (g)
10. Rue Arthur-Rimbaud (g)
11. Rue Marc-Miguet - accès piéton (g)
12. Impasse Gaston-Planté (d)
13. Chemin d'Audibert (d)
14. Chemin du Séminaire (g)
15. Rue Antoine-Van-Dyck (d)
16. Impasse de Launaguet (g)
17. Rue Guillaume-Ibos (g)
18. Avenue Jean-Zay (g)
19. Périphérique/Autoroute des Deux Mers (A62) - Échangeur no 12
20. Chemin de Rispet (d)
21. Rue Sarah-Bernhardt (g)
22. Rue Charlotte-Delbo (d)
23. Rue de l'Abbé-Gabriel-Latour (d)
24. Impasse Sarah-Bernhardt - accès piéton (g)
25. Rond-point Lili-Boulanger
26. Chemin de Croix-Bénite (g)
27. Rue Marcelle-Capy (g)
28. Rue Virginia-Woolf (d)
29. Rue Edgar-Degas (d)
30. Chemin de Turlu (g)
31. Chemin de Salières (g)
32. Rue Charles-Trénet (g)
33. Chemin des Izards (d)
34. Impasse Madeleine-de-Scudéry (g)
35. Boulevard Henri-Gaussen (g)
36. Chemin de Boudou - Launaguet (d)
37. Route de Bessières

### Transports

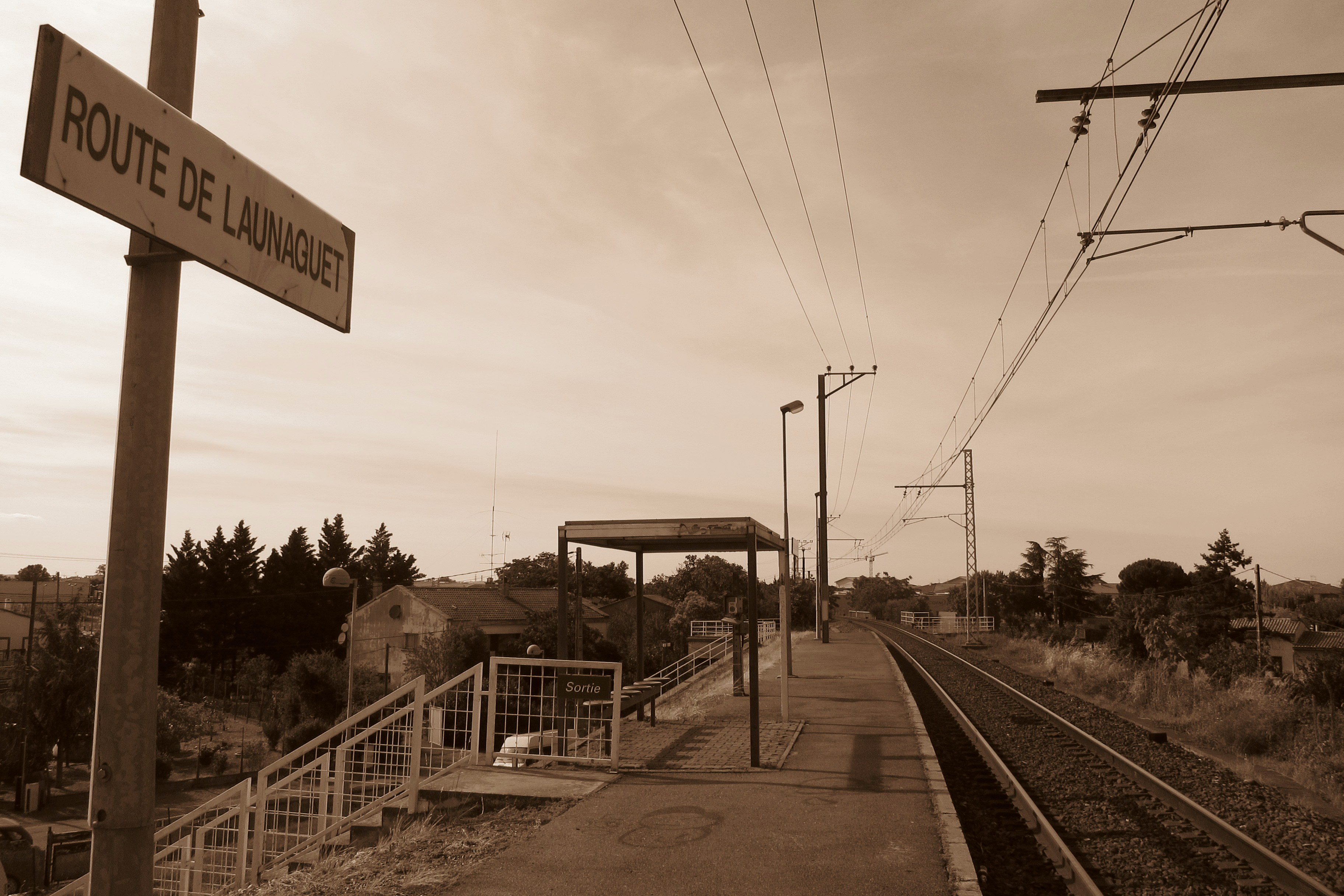
La gare de Route-de-Launaguet en 2012.

La route de Launaguet n'est pas, dans sa première partie entre le boulevard Pierre-et-Marie-Curie et le chemin d'Audibert, directement desservie par les transports en commun Tisséo. Elle est cependant approximativement parallèle au tracé de la ligne  du métro. Au sud, la station de métro la plus proche est la station Barrière-de-Paris, sur la place du même nom, où se trouvent également les arrêts des lignes de bus 152941110. La rue Arthur-Rimbaud permet de rejoindre la station La Vache, où les lignes du Linéo L10 et des bus 5969 ont leur terminus. Dans sa deuxième partie, entre le chemin d'Audibert et la route de Bessières, la route de Launaguet est directement parcourue et desservie par la ligne de bus 60, qui a son terminus près du chemin des Izards et de la place Micouleau, où se trouve la station Trois-Cocus.
Il existe plusieurs stations de vélos en libre-service VélôToulouse le long de la route de Launaguet et des rues adjacentes : la station no 242 (rue Rimbaud), la station no 247 (route de Launaguet) et la station no 261 (6 rue Antoine-Van-Dyck).
La gare de Route-de-Launaguet est une ancienne gare ferroviaire de la Société nationale des chemins de fer français (SNCF), sur la ligne de Bordeaux-Saint-Jean à Sète-Ville, entre les gares de Lalande-Église et de Toulouse-Matabiau. Elle n'est plus desservie depuis 2016. Il existe cependant un projet de reconfiguration de la gare, dans le cadre de l'aménagement de la troisième ligne de métro  et de l'extension de la station La Vache, d'ici 2028, et éventuellement de la création du RER Nord.

## Odonymie
Au XVIe siècle déjà, la route de Launaguet était une partie du chemin qui allait de la porte Arnaud-Bernard (emplacement de l'actuelle place Arnaud-Bernard) au village de Launaguet. Il était connu sous ce nom ou, plus simplement, sous celui de chemin de Launaguet (cami de Launaguet en occitan). D'ailleurs, ce nom fut aussi, jusqu'en 1937, celui de l'actuelle avenue Frédéric-Estèbe qui la prolonge au sud jusqu'au carrefour de l'avenue des Minimes.

## Histoire

### Moyen Âge et période moderne
Au Moyen Âge, le chemin de Launaguet n'est qu'un chemin rural, qui traverse le nord de la campagne toulousaine, la plaine de la Grande Lande. Il se prolonge au sud jusqu'à la porte de Pouzonville (emplacement de l'actuel no 46 rue Merly) et au nord jusqu'au village de Launaguet. La plaine qui s'étend au nord de la ville reste cependant peu peuplée, à cause de la mauvaise qualité des sols et des difficultés de l'agriculture.
Les fermes commencent à se développer véritablement à partir du XVIIe siècle. La ferme Bories (actuel no 292), construite dans la deuxième moitié du XVIIIe siècle, est un des témoignages les plus anciens de l'activité agricole dans la plaine de Lalande. Elle appartient alors à un certain Jérôme Bories, résidant rue de la Pomme (actuel no 14), et se compose d'un grand domaine agricole comprenant des près, des vignes et un jardin,.

### Époque contemporaine

#### XIXesiècleet première moitié duXXesiècle
Au XIXe siècle, la route de Launaguet conserve un visage profondément rural. Elle est bordée de nombreuses maisons de maraîchers ou « toulousaines » (actuels no 39, 51, 55, 69, 73, 79, 81, 141, 145, 151, 153, 181, 199, 207, 217, 227, 261, 269, 273, 283, 323, 357, 361, 371, 383, 391, 397 et 401 ; no 68, 112, 198, 202, 206, 216, 252, 302, 312, 318, 324, 326, 328, 340, 376, 388 et 390). Elles se multiplient à la faveur du morcellement progressif des grands domaines. Ces constructions de brique, typiques de la campagne toulousaine, sont disposées à intervalles réguliers, perpendiculairement à la route qui dessert les champs cultivés par les agriculteurs. Elles se consacrent principalement au maraîchage, qui alimente les marchés de la ville en légumes, mais aussi à la culture de la violette, qui se développe au nord de Toulouse et dans les communes voisines. 
Certains familles toulousaines viennent également chercher le calme de la campagne. Ils font bâtir de belles maisons de plaisance (actuels no 91, 193 et 311). En 1870, Henri Boufartigue, auteur d'un Guide illustré dans Toulouse et dans le département de la Haute-Garonne, fait bâtir la villa « L'Écusson » près de la route de Launaguet (actuel no 193). Au milieu du XIXe siècle, le grand séminaire acquiert l'ancien domaine Fabié pour le repos de ses séminaristes. 
En 1905, le domaine Fabié est confisqué, au profit de la commune, à la suite de la loi de séparation des Églises et de l'État, et de l'inventaire des biens du clergé. En 1907, la municipalité décide d'y créer un établissement de mise en quarantaine des personnes contagieuses – le Lazaret de Lalande –, capable d'accueillir environ 80 personnes. Mais on installe aussi à proximité un dépotoir, vaste décharge recevant chaque jour 8 à 10 tonnes d'ordures en 1920. Il est finalement fermé et évacué pour être enfoui dans l'ancienne carrière de Ginestous, en 1939.
Dans la première moitié du XXe siècle, des maisons se bâtissent le long de la route. Par leurs formes et leur architecture, elles sont caractéristiques des petites maisons de la banlieue toulousaine (actuel no 375, 409), tandis que d'autres présentent tous les caractères de demeures bourgeoises (actuel no 368).
La cité-jardin de Lalande est une des premières cités-jardins toulousaines. Elle est construite entre 1928 et 1931 pour l'Office public d'habitations à bon marché (OPHBM) de Toulouse, sur les plans de l'architecte Jean Montariol, architecte de la ville et de l'OPHBM. Loin du modèle proposé par Ebenezer Howard en 1898 et mis en œuvre dans la région parisienne durant l'entre-deux-guerres, la cité-jardin se compose essentiellement de maisons jumelles, ne disposant pas encore du confort moderne (électricité et gaz), mais entourées d'un jardin, et réparties sur une vaste parcelle entre la route de Launaguet et le chemin d'Audibert. 

#### Deuxième moitié duXXesiècle
Après la Seconde Guerre mondiale, les problématiques de logement s'accentuent. La construction de la première tranche de la cité Raphaël est le résultat de la mobilisation de l'OPHLM de Toulouse, à la suite de l'appel de l'abbé Pierre de l'hiver 1954. C'est une cité d'urgence qui est réalisée en 1958 entre la route de Launaguet et la rue Raphaël, en partie à l'emplacement du Lazaret de Lalande, pour accueillir des familles venues des bidonvilles du centre-ville et les familles gitanes du camp de Ginestous. Elle utilise des matériaux précaires et n'apporte pas non plus l'eau courante. 
Dans les années 1970, le développement de la cité des Izards, le long du chemin du même nom, participe à l'urbanisation du quartier. Il n'efface cependant pas les difficultés que vivent les populations. En 1996, la création de la zone urbaine sensible « Les Izards », qui inclut la cité-jardin de Lalande, la cité Raphaël et les quartiers d'habitation entre le chemin d'Audibert et la rue Raoul-Dufy, vise à en faire une cible prioritaire de la politique de la ville. 
En 1985, le passage à niveau est supprimé au profit d'un passage souterrain.

#### Depuis les années 1990
Dans les années 1990, le développement de la zone d'aménagement concerté (ZAC) de La Vache participe à l'accroissement de la construction de logements. Mais l'architecture vétuste et dégradée de certains bâtiments contribue à la mauvaise image du quartier. À partir de 2012, la mise en œuvre du Grand projet de ville vise à la rénovation ou à la démolition des zones d'habitat les plus dégradées et à la construction de nouveaux équipements publics. Les dernières maisons de la cité-jardin de Lalande (anciens no 126-132), le long de la route de Launaguet, sont détruites entre 2015 et 2021, tandis que les logements de la cité Raphaël bénéficient d'une restauration lancée en 2020. De nouvelles résidences sont construites, principalement au profit d'une clientèle de propriétaires bailleurs, qui trouve un moyen d'investissement financier. Les destructions touchent aussi certaines des fermes maraîchères qui participaient au caractère original de la route de Launaguet (anciens no 191, 234, 242, 293, 294, 305, 347, 365 et 415).

## Patrimoine et lieux d'intérêt

### Fermes

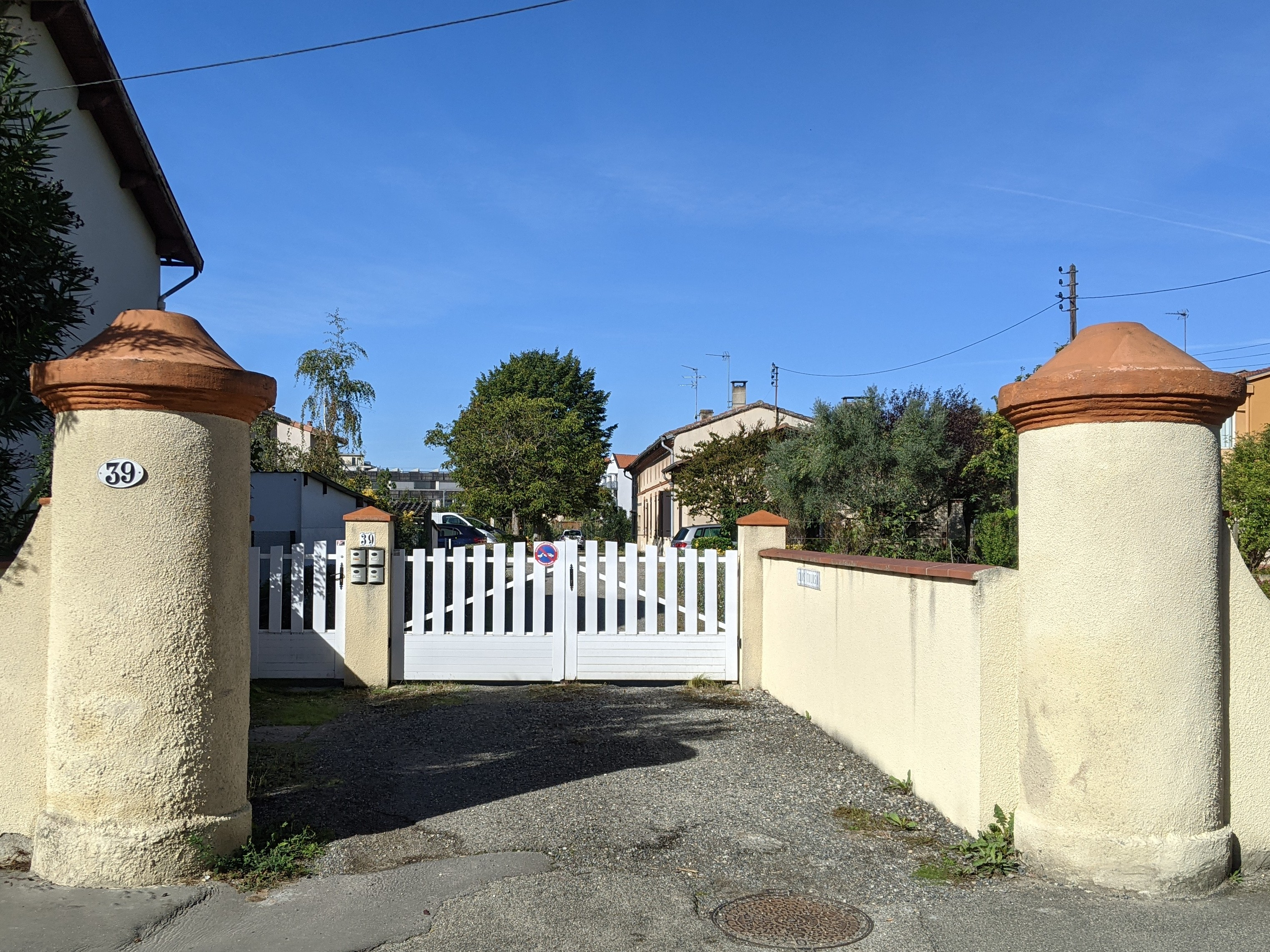
no 39 : ancienne ferme.

- no  39 : ferme. 
Cette ferme maraîchère, construite dans la deuxième moitié du XIXe siècle, est bâtie en brique. Elle est disposée en fond de parcelle, perpendiculairement à la route. La porte cochère est marquée par deux piliers de brique circulaires. La ferme développe sa façade sur huit travées et s'élève sur deux niveaux (un rez-de-chaussée et un étage de comble à surcroît) séparés par un cordon. L'élévation est couronnée par une corniche moulurée[12].

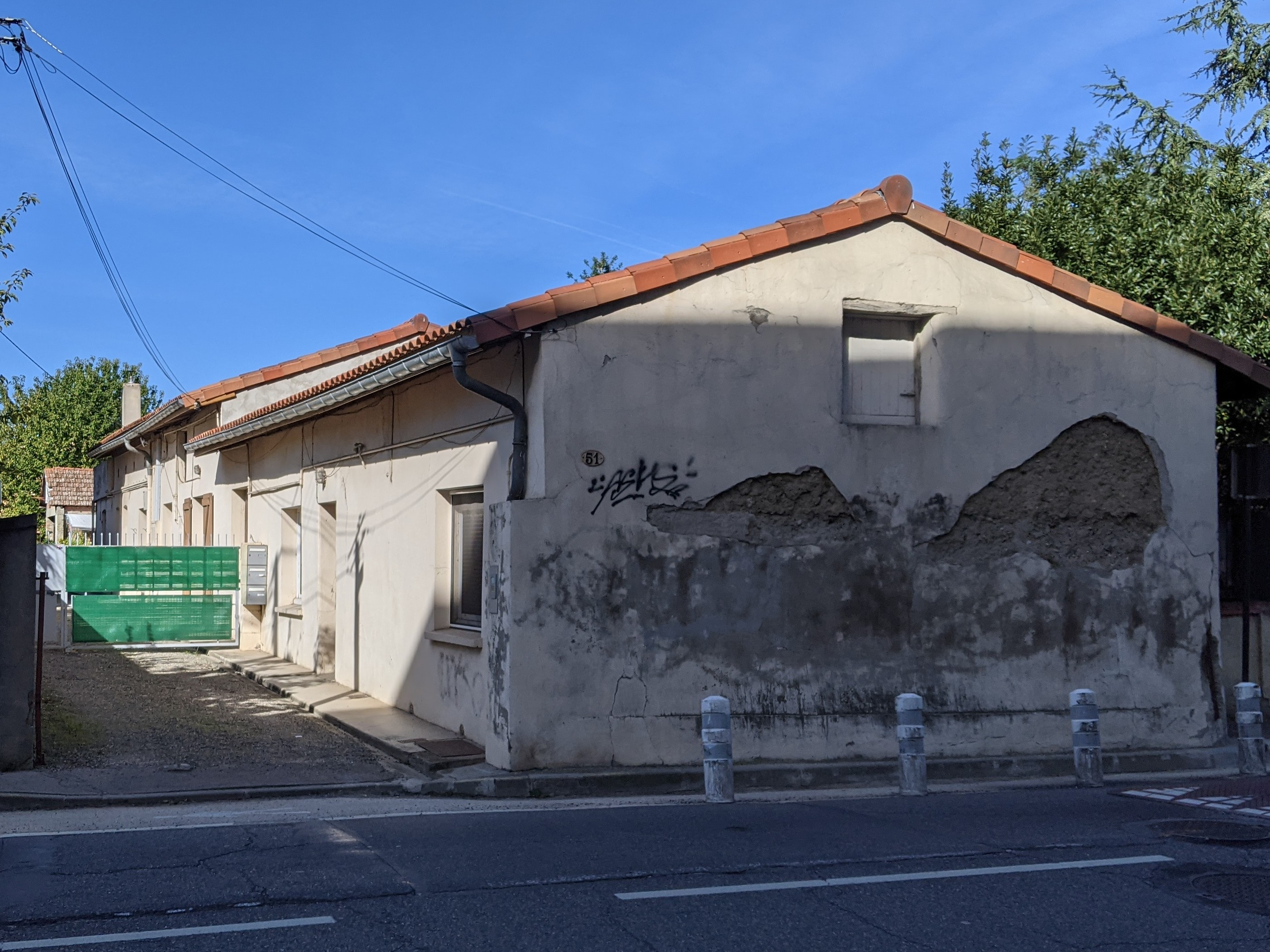
no 51 : ancienne ferme.

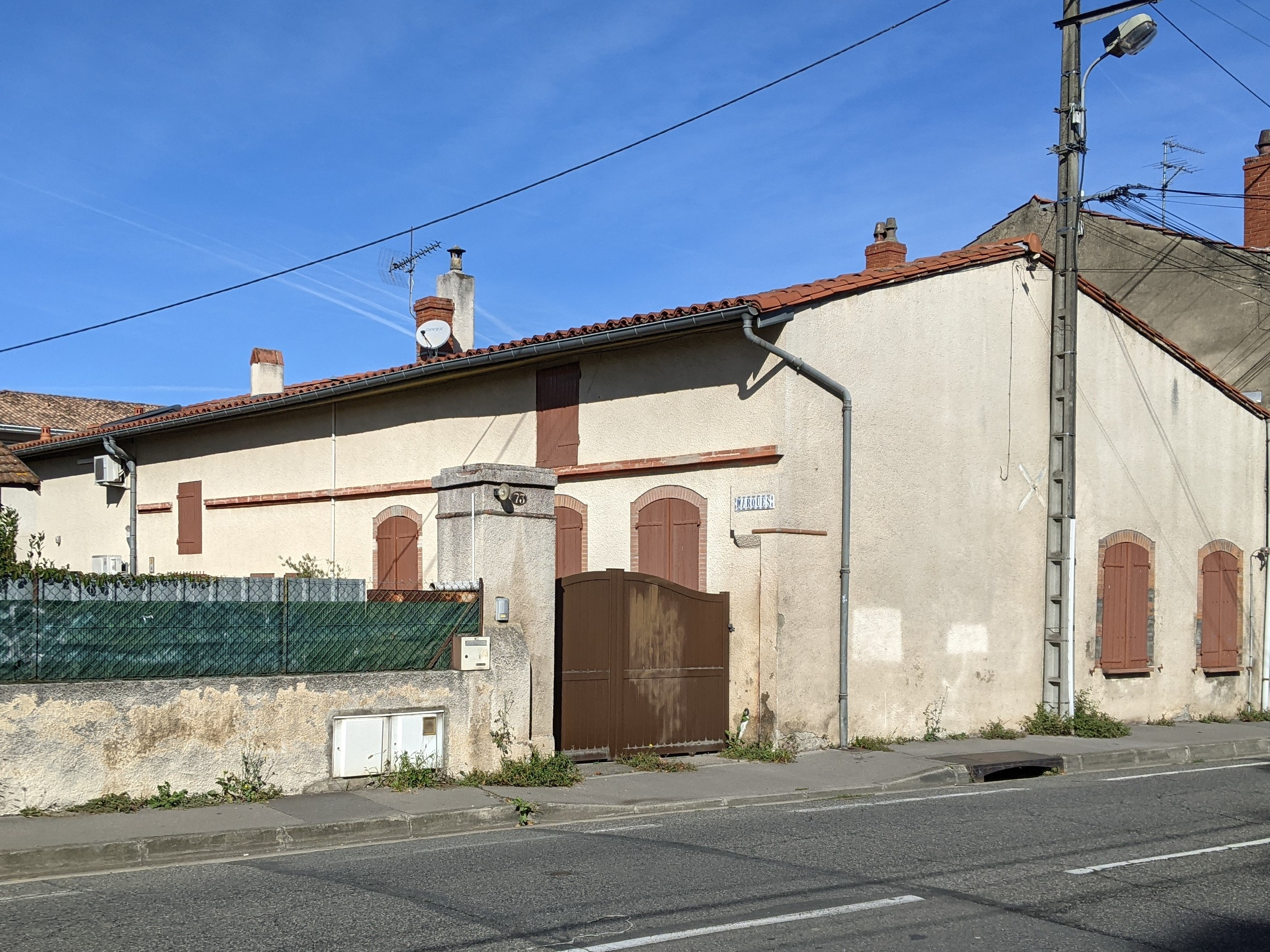
no 73 : ancienne ferme.

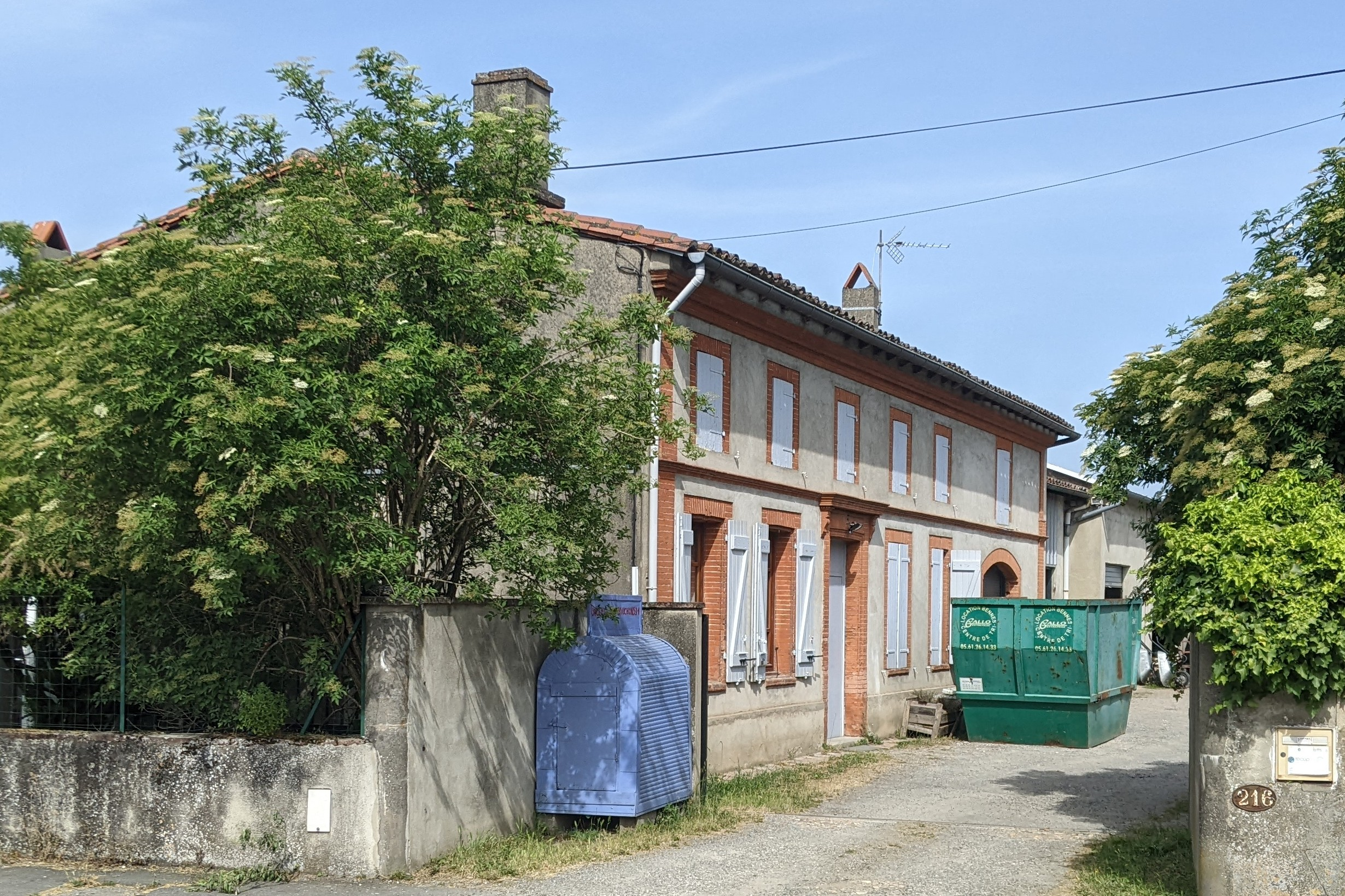
no 216 : ancienne ferme.

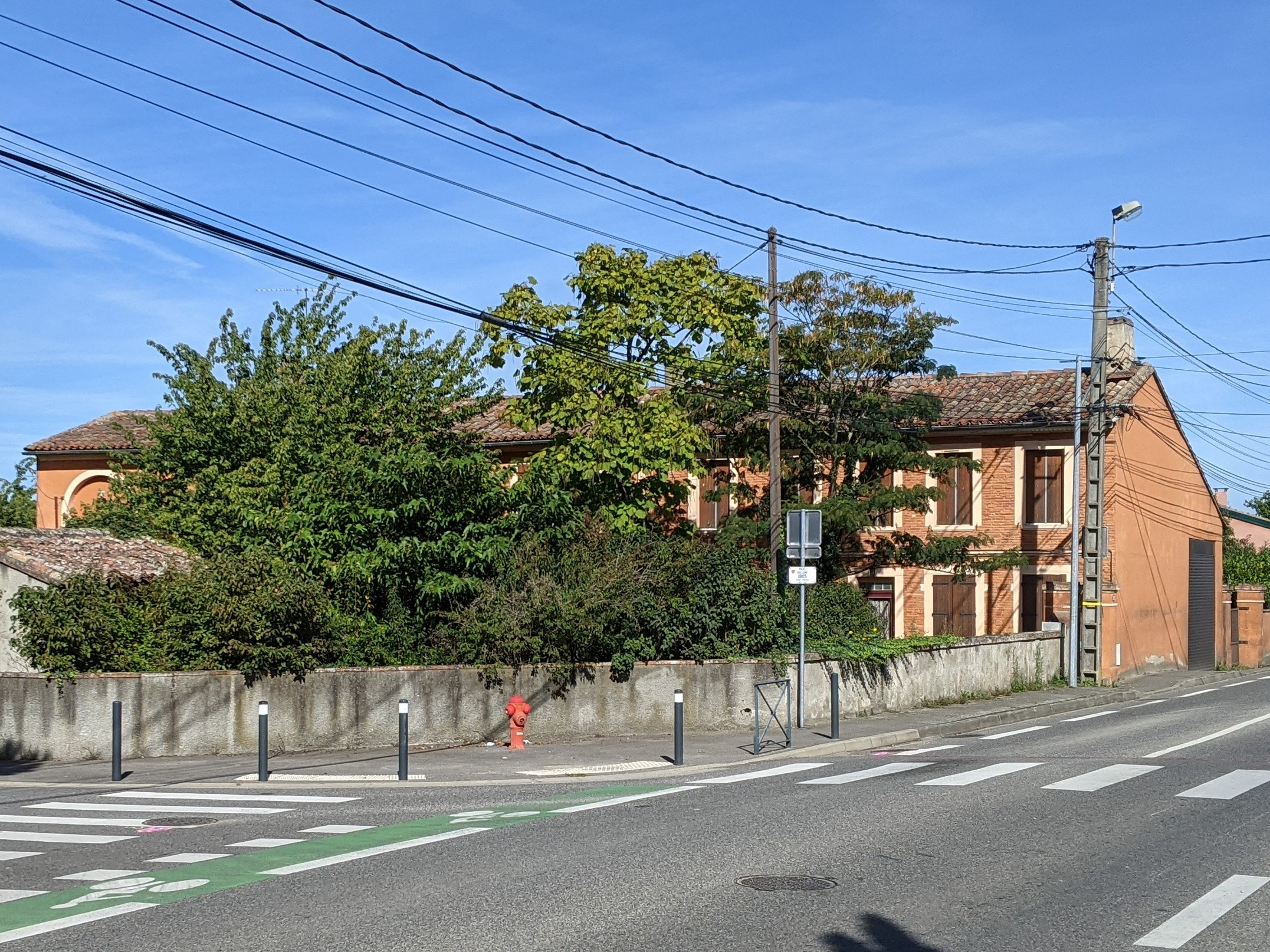
no 217 : ferme Bobay.

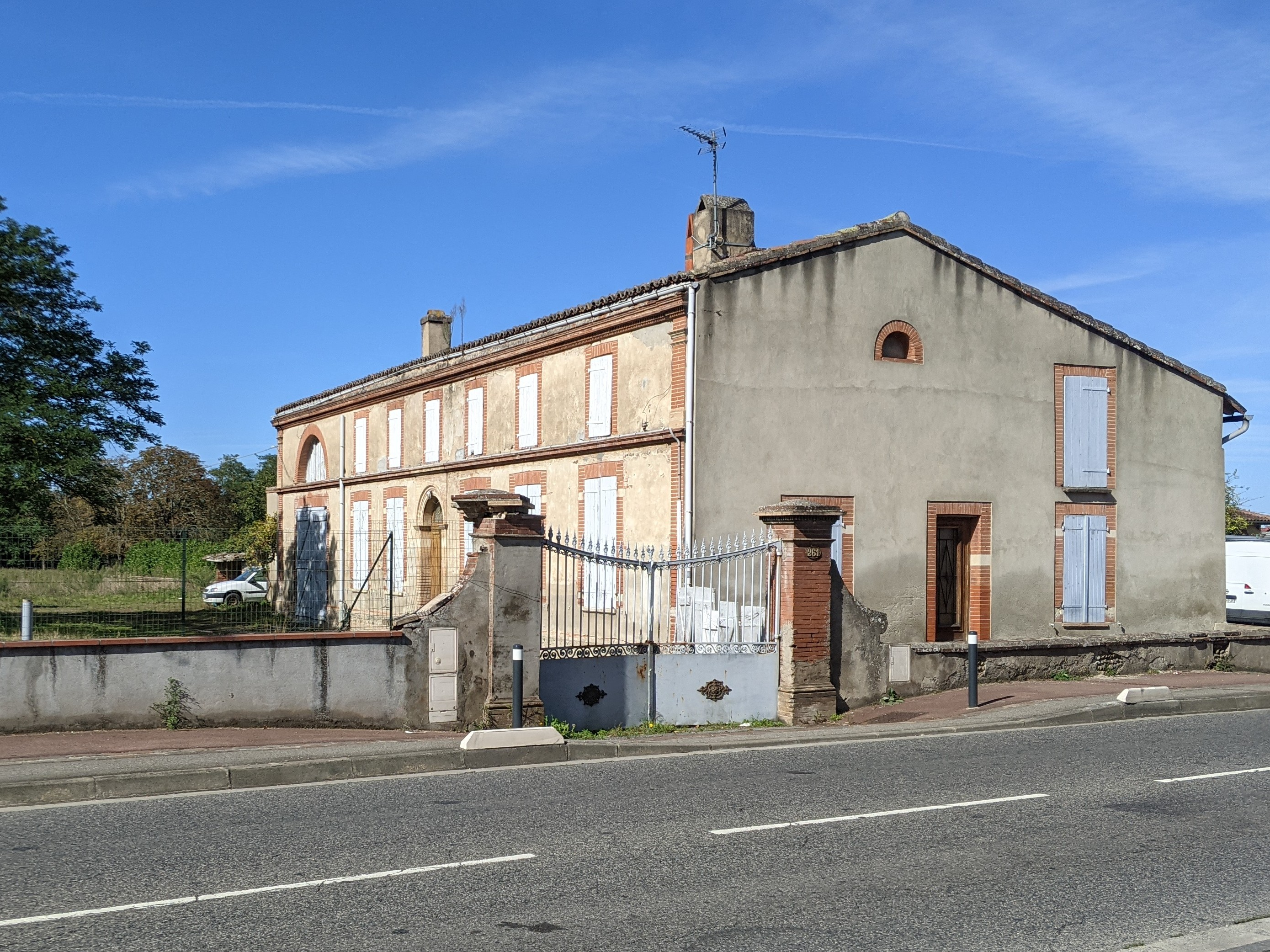
no 261 : ancienne ferme.

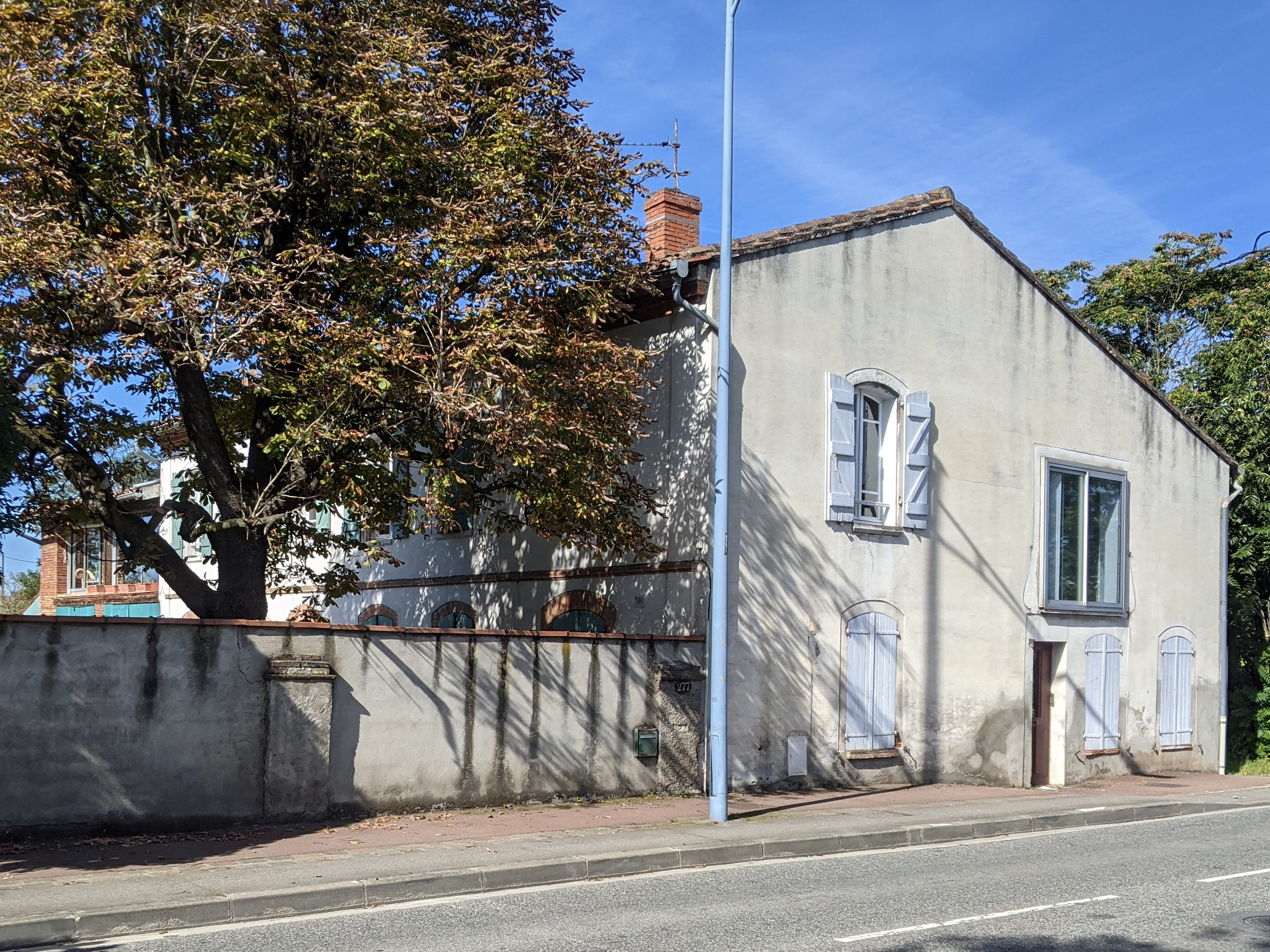
no 277 : ancienne ferme.

- no  51 : ferme.

- no  55 : ferme. 
Cette ferme maraîchère, construite dans la deuxième moitié du XIXe siècle, est bâtie en brique. Elle est disposée perpendiculairement à la route, en léger retrait, et la porte cochère est marquée par deux piliers de brique. Elle développe sa façade sur six travées et s'élève sur deux niveaux, séparés par un cordon. Au rez-de-chaussée, la porte et les fenêtres ont des chambranles à crossettes. L'étage de comble à surcroît est ouvert de lucarnes, mises en valeur par un ornement de couronne de feuille de chêne en terre cuite. L'élévation est couronnée par une corniche moulurée. Au cours du XXe siècle, la ferme a été agrandie d'un nouveau corps de bâtiment élevé dans le prolongement[13].

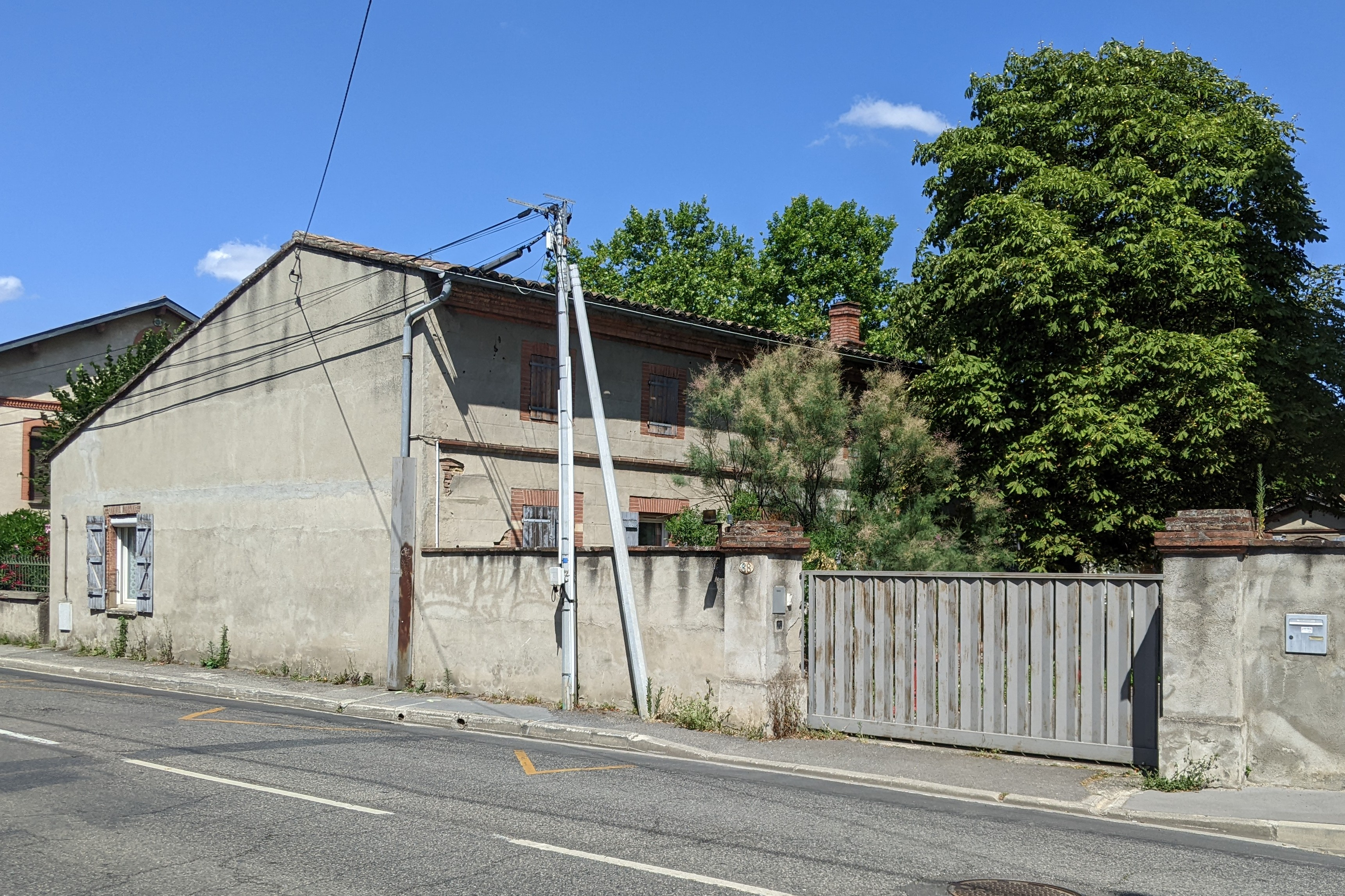
no 68 : ancienne ferme.

- no  68 : ferme. 
Cette ferme maraîchère, construite dans la deuxième moitié du XIXe siècle, est bâtie en bandes alternées de brique crue et de galets, tandis que la brique cuite est utilisée pour les éléments structurant de l'édifice. Elle est disposée perpendiculairement à la route et la porte cochère est marquée par deux piliers de brique. Elle développe sa façade sur cinq travées et s'élève sur deux niveaux séparés par un cordon : un rez-de-chaussée et un étage de comble à surcroît. Ce dernier est ouvert par cinq larges baies rectangulaires qui donnent directement accès au galetas. L'élévation est couronnée par une corniche moulurée. Les parties agricoles sont situées dans le prolongement du bâtiment principal[14].

- no  69 : ferme[15].

- no  73 : ferme. 
La ferme est bâtie en brique dans la deuxième moitié du XIXe siècle. Elle est disposée perpendiculairement à la route. Le corps de bâtiment sur la rue, qui correspond au logis principal, s'élève sur deux niveaux, séparés par un cordon de brique. Le niveau de comble est percé d'une fenêtre fermée par un volet. Le deuxième corps de bâtiment, qui s'élève dans la continuité du premier, abritait les parties agricoles[16].

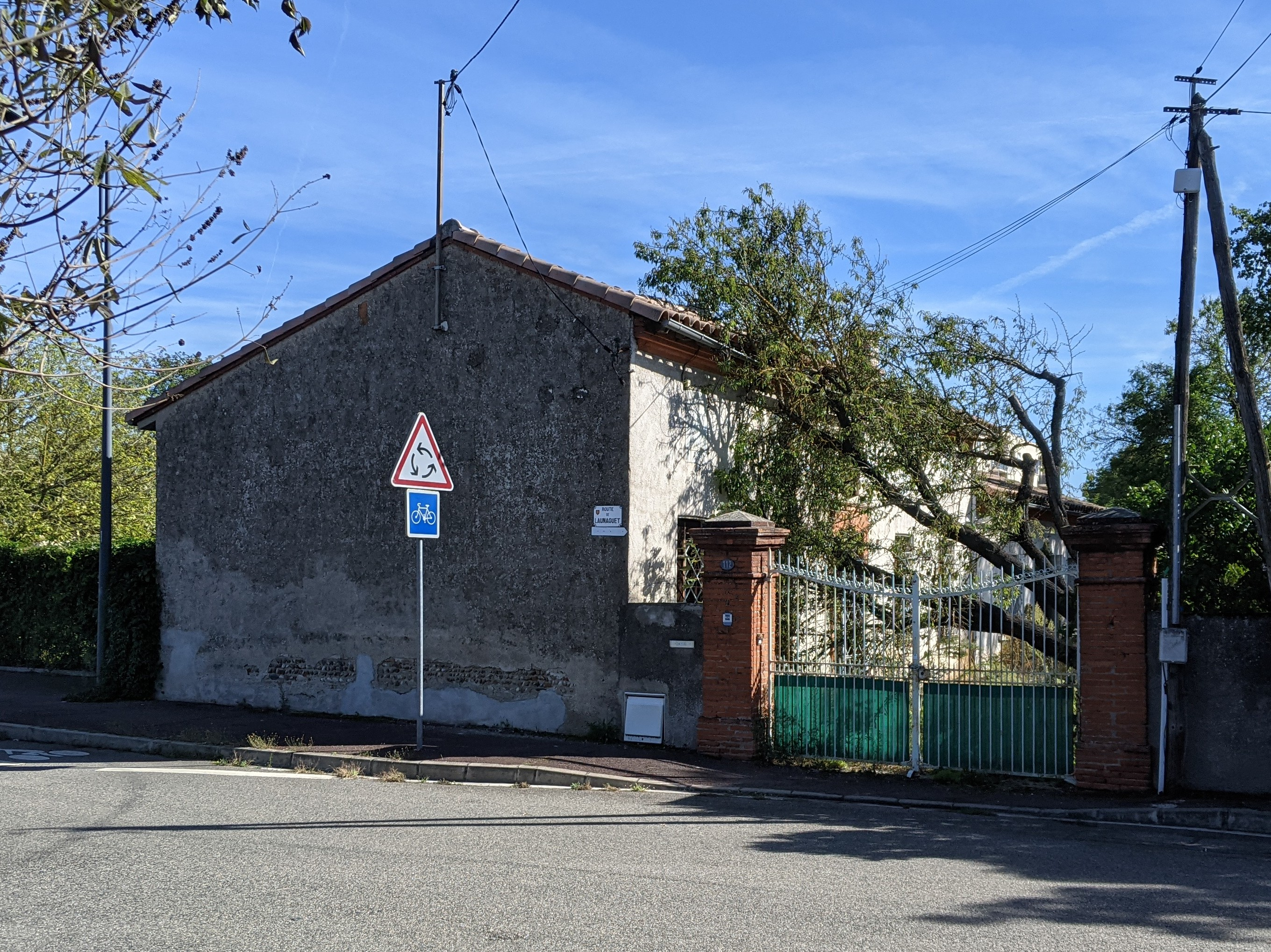
no 112 : ancienne ferme.

- no  79 : ferme.
- no  81 : ferme.

- no  112 : ferme. 
Cette ferme maraîchère, construite dans la deuxième moitié du XIXe siècle, est bâtie en brique. Elle est disposée perpendiculairement à la route, presque à l'angle du chemin d'Audibert. Sur la rue, le portail est encadré par deux piliers. La ferme se compose de deux corps de bâtiments. Le corps de bâtiment sur la rue, qui correspond au logis principal, s'élève sur deux niveaux. Au rez-de-chaussée, la porte est surmontée d'une fine corniche. Le niveau de comble est percé de petites fenêtres carrées fermées par des volets. Le deuxième corps de bâtiment abritait les parties agricoles[17].

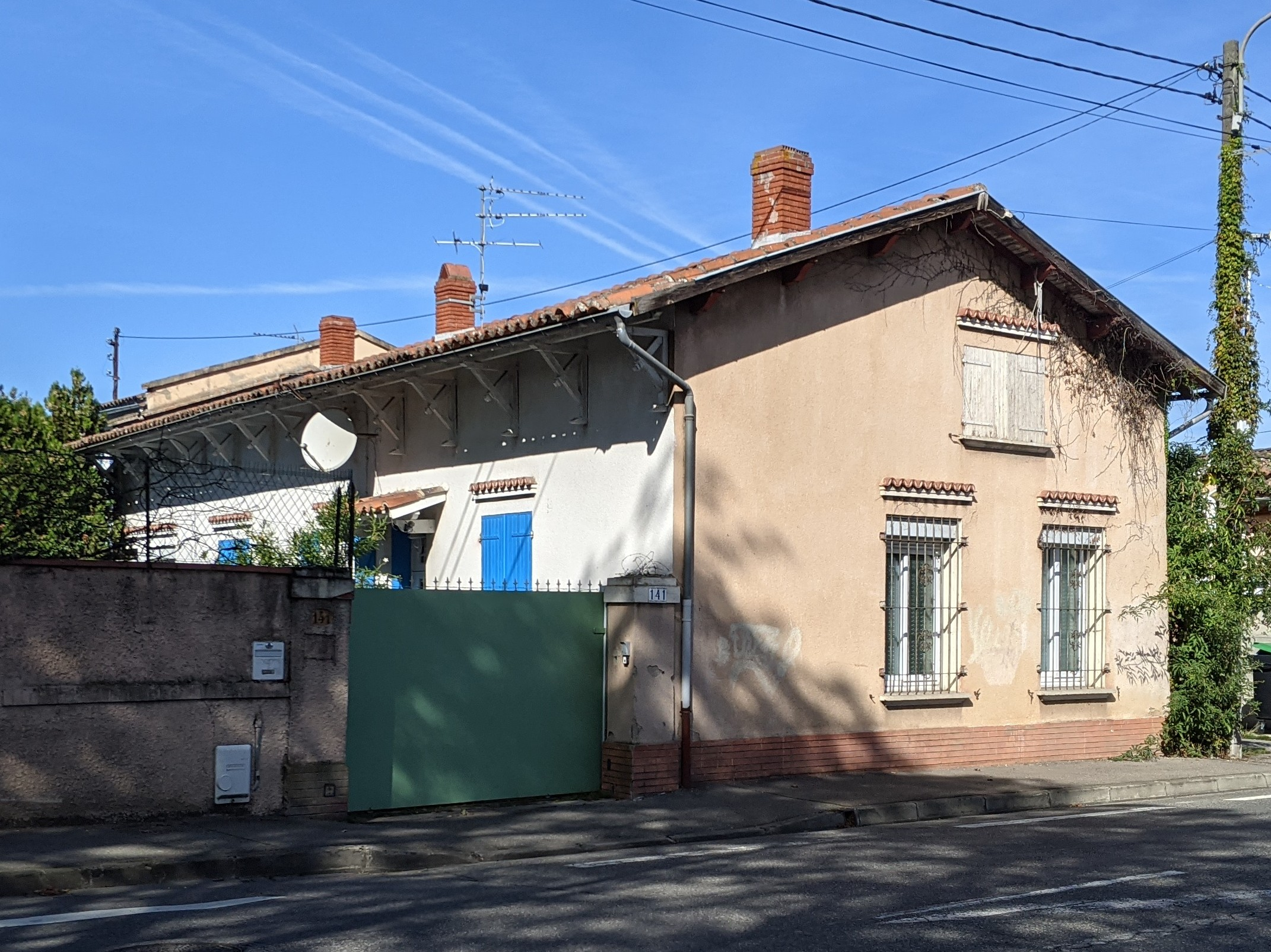
no 141 : ancienne ferme.

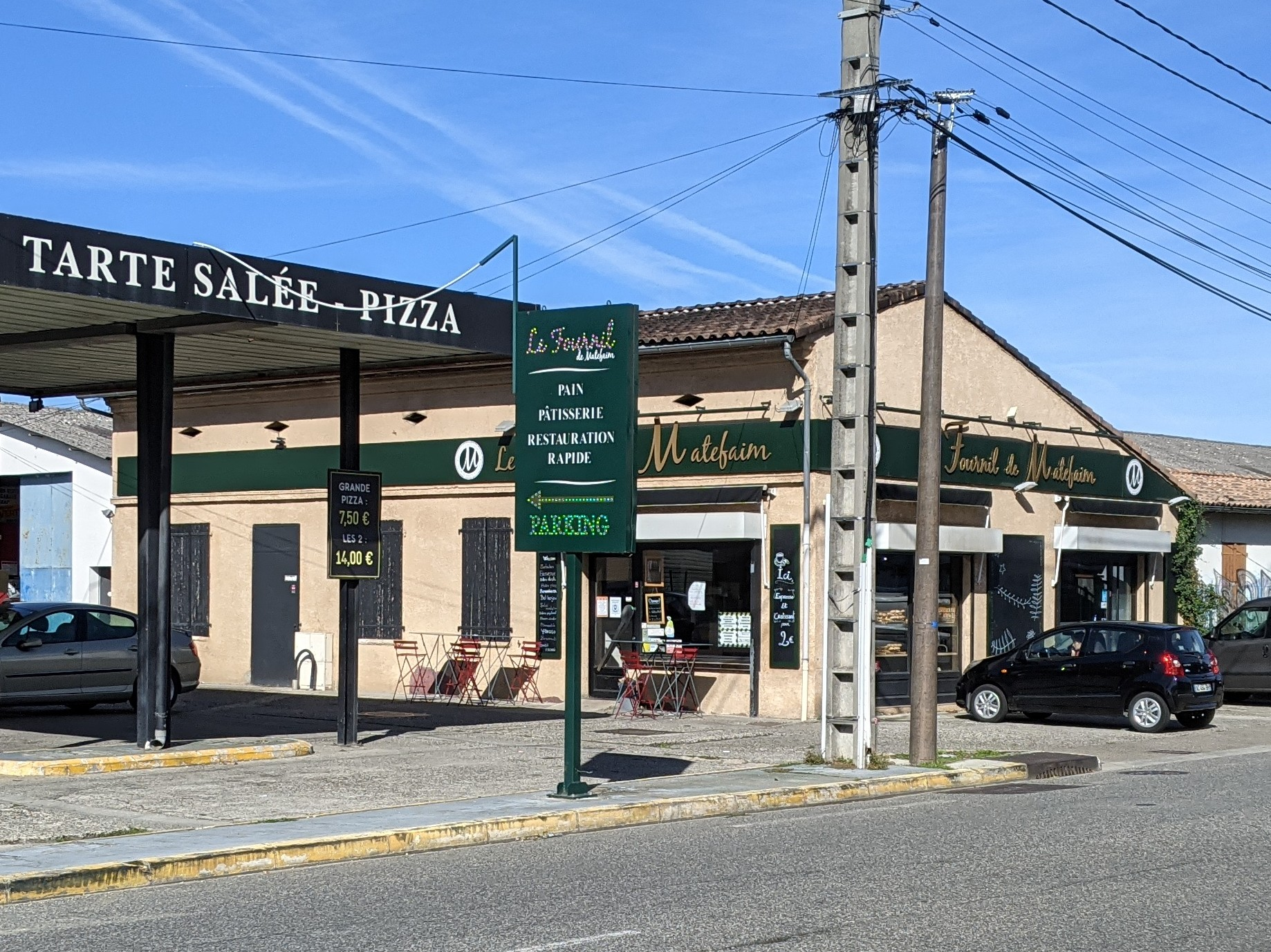
no 181 : ancienne ferme.

- no  141 : ferme.
- no  145 : ferme.
- no  151 : ferme.
- no  153 : ferme[18].

- no  181 : ferme.

- ancien no  191 : ferme (disparue). 
Entre 2011 et 2012, la construction de la résidence des Jardins de Cléa, à l'angle de l'impasse de Launaguet, a fait disparaître une ferme maraîchère, construite dans la deuxième moitié du XIXe siècle et bâtie en assises de brique et de galets de Garonne alternées. En fond de jardin, une noria servait à remonter l'eau du puits[19].

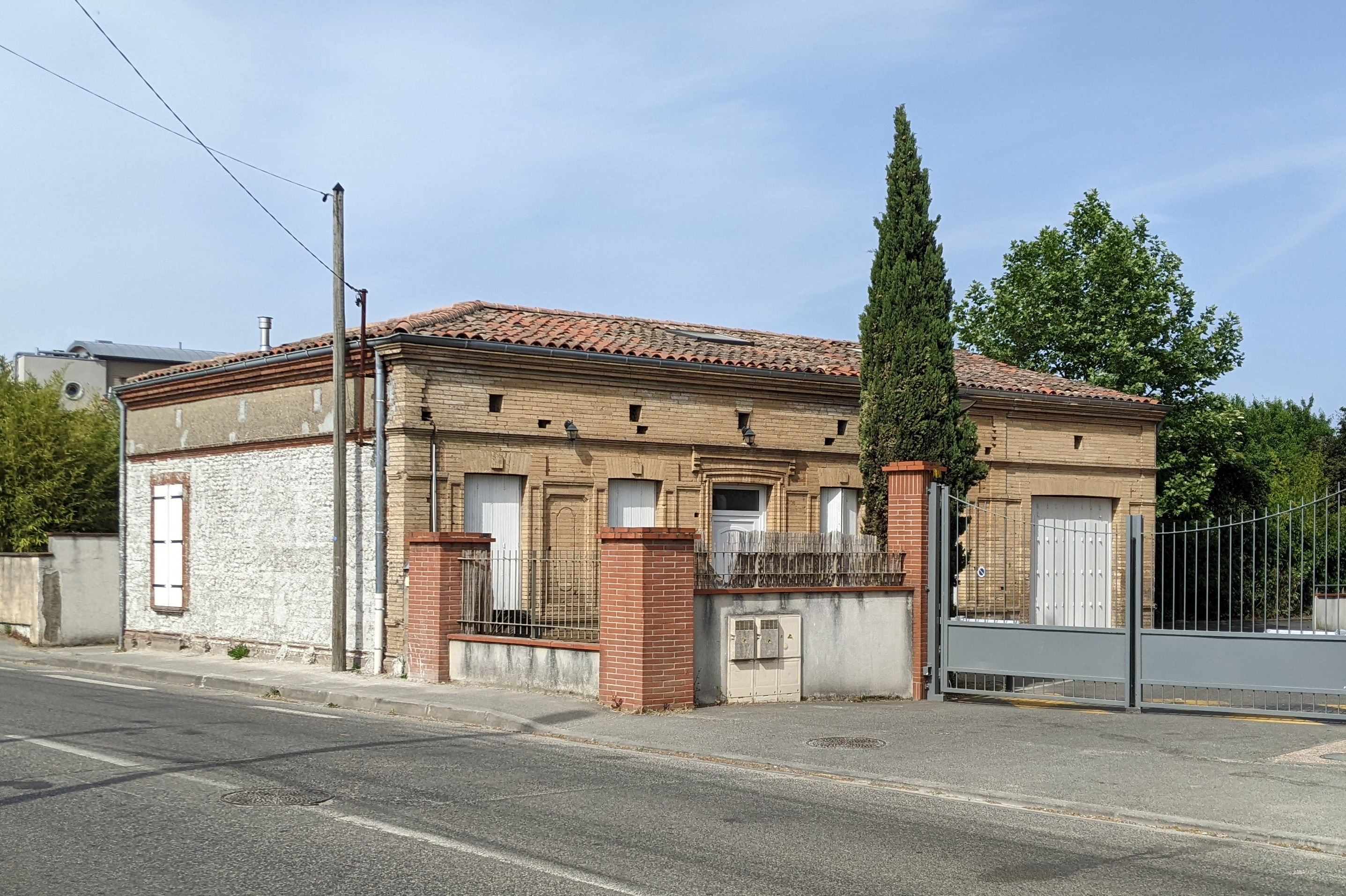
no 198 : ancienne ferme.

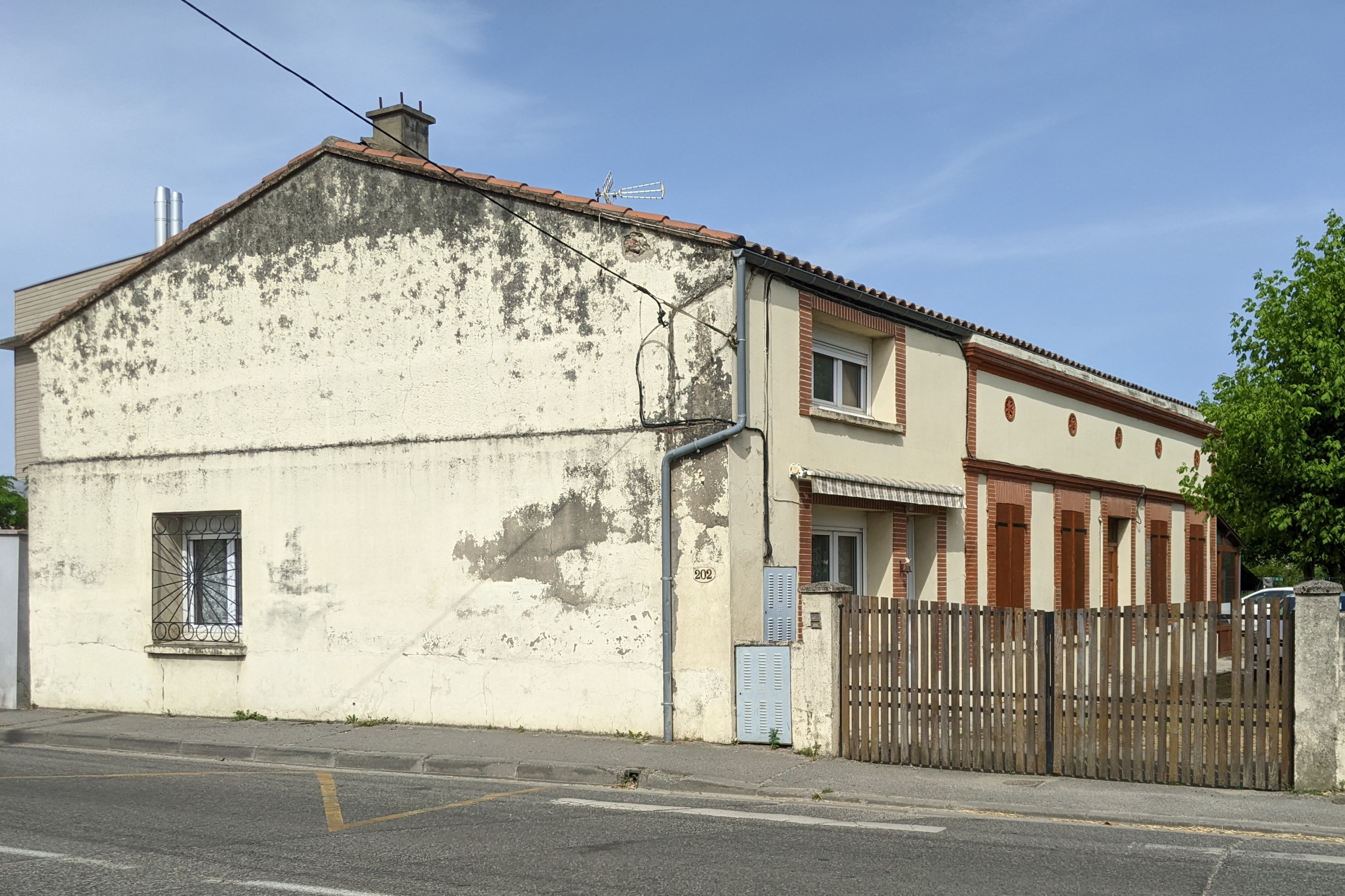
no 202 : ancienne ferme.

- no  198 : ferme[20].
- no  199 : ferme.

- no  202 : ferme. 
Cette ferme maraîchère, construite dans la deuxième moitié du XIXe siècle, est bâtie en brique. Elle est disposée perpendiculairement à la route. La façade, qui se développe sur cinq travées et s'élève sur deux niveaux séparés par un cordon, est encadrée de pilastres superposés. L'étage de comble à surcroît est percé de lucarnes qui ont un encadrement en terre cuite. L'élévation est couronnée par une corniche moulurée. Dans la deuxième moitié du XXe siècle, la ferme a été agrandie d'un nouveau corps de bâtiment élevé dans le prolongement du côté de la rue[21].

- no  206 : ferme. 
Cette ferme maraîchère, construite à la fin du XIXe siècle ou au début du siècle suivant, est bâtie en brique. Elle est disposée perpendiculairement à la route. La façade principale se développe sur sept travées et s'élève sur deux niveaux séparés par un cordon : le logis, qui occupe la partie centrale, est encadré par d'anciennes remises agricoles, transformées entre 2011 et 2012. L'élévation est couronnée par une corniche moulurée[22].

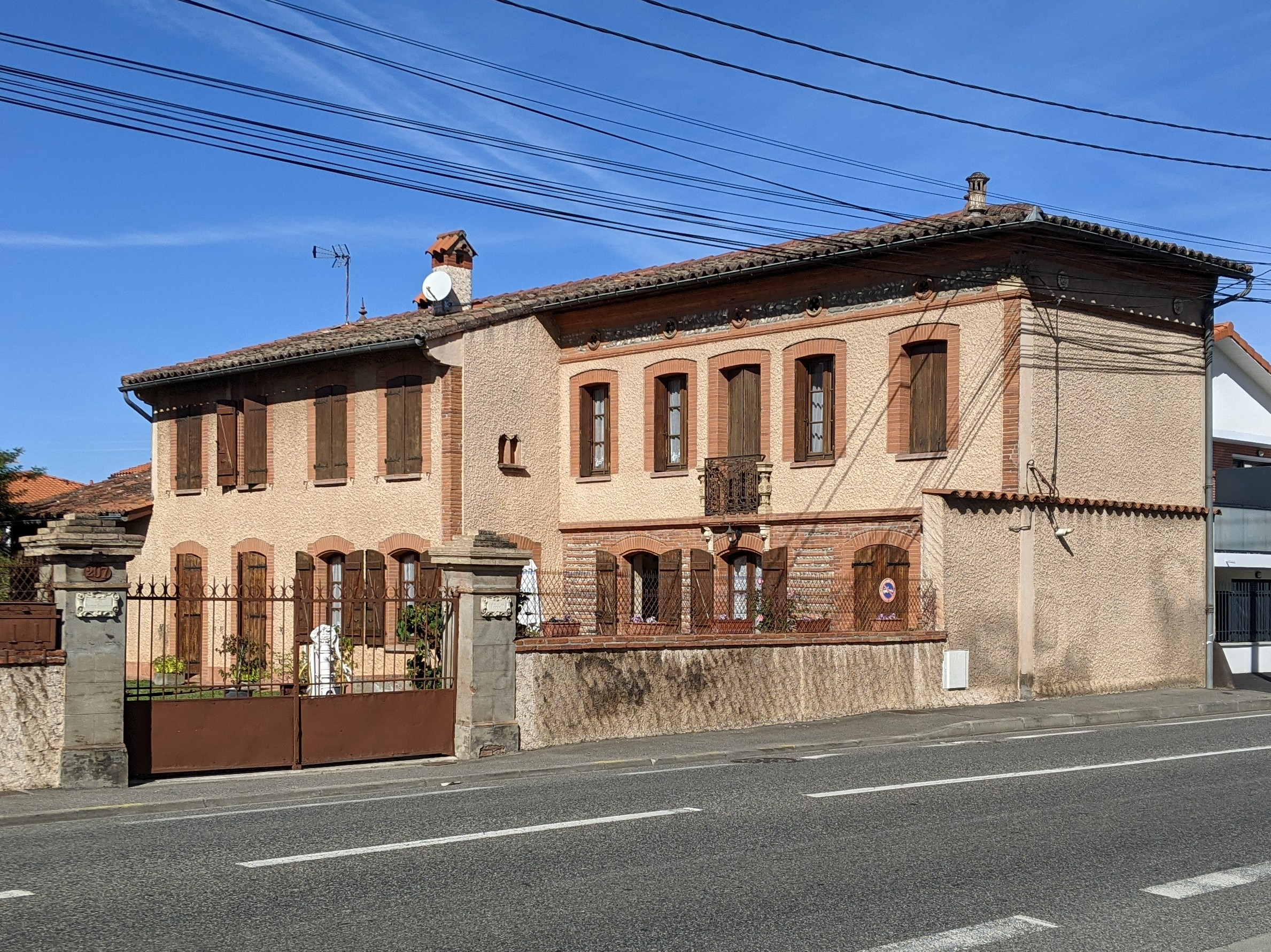
no 207 : ferme Le Petit Berthé.

- no  207 : ferme Le Petit Berthé. 
La ferme maraîchère est construite en 1880 pour la famille Berthé. Elle se compose de deux corps de bâtiments, disposés en quinconce, perpendiculairement à la route. Le corps de bâtiment de droite, en brique et galets alternés, se développe sur cinq travées et s'élève sur trois niveaux séparés par des cordons : un rez-de-chaussée, un étage et un comble à surcroît. À l'étage, la fenêtre centrale est mise en valeur par un balconnet soutenu de petites consoles sculptées en terre cuite et doté d'un garde-corps en fonte aux motifs géométriques. Le niveau de comble est ventilé par des ouvertures dotées d'ornements en terre cuite. L'élévation est couronnée par une corniche moulurée[23].

- no  216 : ferme. 
La ferme maraîchère, construite dans la deuxième moitié du XIXe siècle, est bâtie en brique. Elle est disposée perpendiculairement à la route, en retrait. La façade principale, qui se développe sur six travées et s'élève sur deux niveaux séparés par un cordon, est encadrée de pilastres superposés. Au rez-de-chaussée, la porte piétonne, qui s'ouvre dans la troisième travée, est mise en valeur par une corniche, tandis qu'une porte cochère, qui s'ouvre dans la dernière travée, est voûtée en anse de panier. L'élévation est couronnée par une corniche moulurée[24].

- no  217 : ferme Bobay. 
Cette ferme maraîchère est construite dans la première moitié du XIXe siècle. En 1829, elle appartient à un certain M. Bobay, qui habite rue Charles-de-Rémusat. Elle se trouve au cœur d'un domaine d'1,5 hectare composé d'un champ, d'un jardin et surtout de vignes. Le bâtiment principal, bâti en brique, est disposé perpendiculairement à la route et la porte cochère est marquée par deux piliers de brique rectangulaires. Elle développe sa longue façade sur onze travées et s'élève sur deux niveaux séparés par un cordon. L'élévation est couronnée par une corniche moulurée. Les parties agricoles sont situées dans le prolongement du logis et à l'arrière[25].

- no  227 : ferme. 
La ferme maraîchère, construite dans la première décennie du XXe siècle, est bâtie en brique. Elle est disposée perpendiculairement à la route et la porte cochère est marquée par deux piliers de brique. Elle développe sa façade sur huit travées et s'élève sur deux niveaux séparés par un cordon : un rez-de-chaussée et un étage de comble à surcroît. L'élévation est couronnée par une corniche moulurée[26].

- no  252 : ferme. 
La ferme maraîchère, construite à la fin du XIXe siècle ou dans la première décennie du siècle suivant, est bâtie en brique – la brique claire étant utilisée pour les chambranles des fenêtres et les éléments de décor. Elle est disposée perpendiculairement à la route et développe sa façade principale sur cinq travées et deux niveaux, séparés par un cordon. L'étage de comble à surcroît est éclairé de fenêtres qui permettent un accès au galetas par l'extérieur. Les parties agricoles, situées dans le prolongement du logis et à l'arrière, s'ouvrent par une grande porte charretière. Le comble est occupé par un pigeonnier et la fenêtre du comble est encadrée par des trous d'envol. L'élévation est couronnée par une corniche moulurée[27].

- no  261 : ferme. 
La ferme maraîchère, construite dans la première décennie du XXe siècle, est bâtie en brique. Elle est disposée perpendiculairement à la route, en léger retrait, et la porte cochère est marquée par deux piliers de brique rectangulaires. La façade, qui se développe sur sept travées et deux niveaux séparés par un cordon, est encadrée de pilastres superposés. Le rez-de-chaussée est éclairé de fenêtres rectangulaires et ouvert par une porte piétonne voûtée en plein cintre, au chambranle en brique claire. L'élévation est couronnée par une corniche moulurée. La dernière travée à gauche, qui était occupée par les communs agricoles, s'ouvre par une grande porte charretière, surmontée au niveau du comble à surcroît par une grande ouverture en plein cintre. La cour est séparée des terres agricoles par un petit mur de brique[28].

- no  269 : ferme. 
La ferme maraîchère, construite dans la première moitié du XIXe siècle, est bâtie en brique. Elle est disposée perpendiculairement à la route et la porte cochère est marquée par deux piliers de brique rectangulaires. La façade se développe sur cinq travées et deux niveaux séparés par un cordon. Le rez-de-chaussée est percé par des fenêtres et une porte piétonne voûtées en plein cintre. L'étage de comble à surcroît, surélevé et transformé vers 1940, est éclairé par des fenêtres rectangulaires. L'élévation est couronnée par une corniche moulurée. Les parties agricoles, qui occupaient un deuxième corps de bâtiment dans le prolongement du logis, ont également été transformées. Il est ouvert par deux portes charretières[29].

- no  273 : ferme.

- no  277 : ferme. 
La ferme maraîchère, construite dans la deuxième moitié du XIXe siècle, est bâtie en brique et disposée perpendiculairement à la route. La façade se développe sur sept travées et deux niveaux, séparés par un cordon. La partie agricole, dans le prolongement du logis et qui était largement ouverte sur l'extérieur est fermée par des baies vitrées[30].

- no  283 : ferme. 
La ferme maraîchère, construite dans la deuxième moitié du XIXe siècle, est bâtie en brique. Elle est disposée perpendiculairement à la route et la porte cochère est marquée par deux piliers de brique rectangulaires. La façade, qui se développe sur cinq travées et deux niveaux séparés par un cordon, est encadrée de pilastres superposés. Au rez-de-chaussée, la porte d'entrée, surmontée par une imposte, a une agrafe qui porte un écusson. L'étage de comble est aéré par cinq ouvertures ornées d'une étoile en terre cuite. La partie agricole, dans le prolongement du logis, est ouverte par une porte charretière, tandis qu'une fenêtre de comble permet l'accès au galetas par l'extérieur. L'élévation est couronnée par une corniche moulurée[31].

- no  292 : ferme Bories. 
La ferme Bories (ou Boris), du nom de son propriétaire, Jérôme Bories, est construite dans la deuxième moitié du XVIIIe siècle. Le logis consistait en un bâtiment parallèle à la route de Launaguet, bâti en brique crue et en brique cuite. Il s'élevait sur deux niveaux, un rez-de-chaussée et un étage de comble. L'ensemble abrite une partie qui sert de logement et une deuxième partie utilisée comme bâtiment agricole. Il est cependant agrandi au XIXe siècle par des adjonctions des deux côtés. La construction d'une résidence à l'angle de rue Virginia-Woolf entre 2006 et 2009, puis entre 2015 et 2016, amène de nouvelles modifications, qui lui font perdre son caractère : le bâtiment est surélevé d'un étage, tandis que les ouvertures sont modifiées et les façades enduites[8].

- no  302 : ferme.
- no  312 : ferme[32].
- no  318 : ferme[33].

- no  323 : ferme. 
La ferme est construite dans la deuxième moitié du XIXe siècle. L'entrée du domaine est encadrée par deux piliers surmontés de corbeilles de fleurs sculptées en terre cuite. Le bâtiment principal, en brique, est perpendiculaire à la route. La façade principale, au sud, se développe sur cinq travées et s'élève sur deux niveaux (un rez-de-chaussée et un étage de comble), séparés par un cordon mouluré et encadrés de pilastres superposés en brique claire. La porte, centrale, a un chambranle mouluré également en brique claire. L'élévation est couronnée d'une corniche surmontée d'antéfixes en terre cuite[34].

- no  324 : ferme.
- no  326 : ferme.
- no  328 : ferme.
- no  340 : ferme[35].
- no  357 : ferme[36].
- no  361 : ferme[37].
- no  371 : ferme[38].
- no  376 : ferme.
- no  383 : ferme[39].
- no  388 : ferme.
- no  390 : ferme.
- no  391 : ferme[40].
- no  397 : ferme[41].
- no  401 : ferme[42].

### Immeubles et maisons

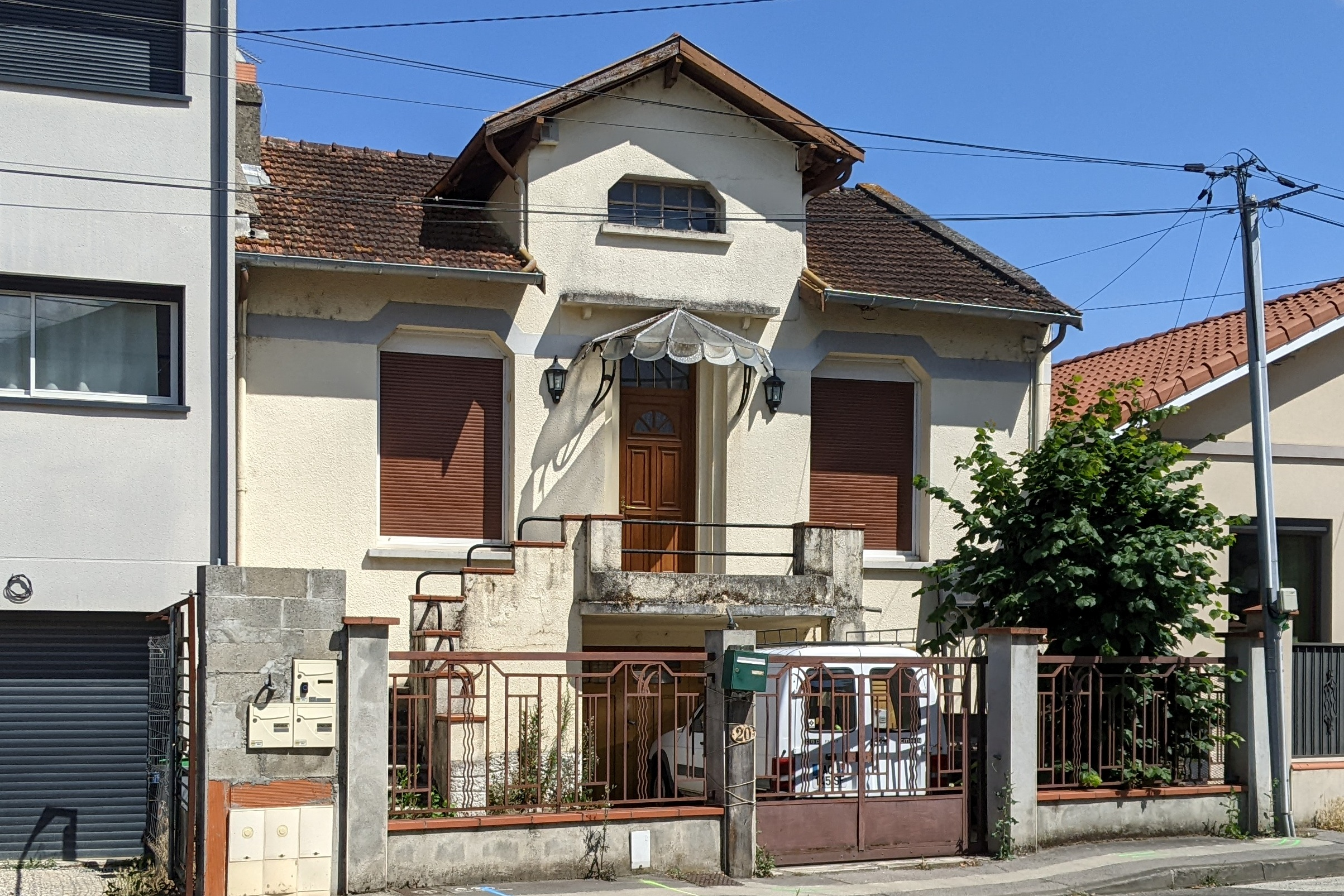
no 20 : maison.

- no  20 : maison. 
La maison, construite durant l'Entre-deux-guerres, est caractéristique des maisons de faubourg construite à cette période. La cour est fermée par une grille Art déco aux motifs géométriques. Le bâtiment s'élève sur trois niveaux : un rez-de-chaussée, occupé par le garage et les pièces de service, un étage où se trouvent les pièces d'habitation, et un 2e étage de comble. Au rez-de-chaussée, sur le côté gauche, un escalier extérieur mène au 1er étage et aboutit à une petite terrasse ménagée au-dessus du garage. La porte est centrale et surmontée d'une marquise en fer forgé. Au niveau du comble, la travée centrale est surélevée par un fronton-pignon et éclairée par une fenêtre horizontale.

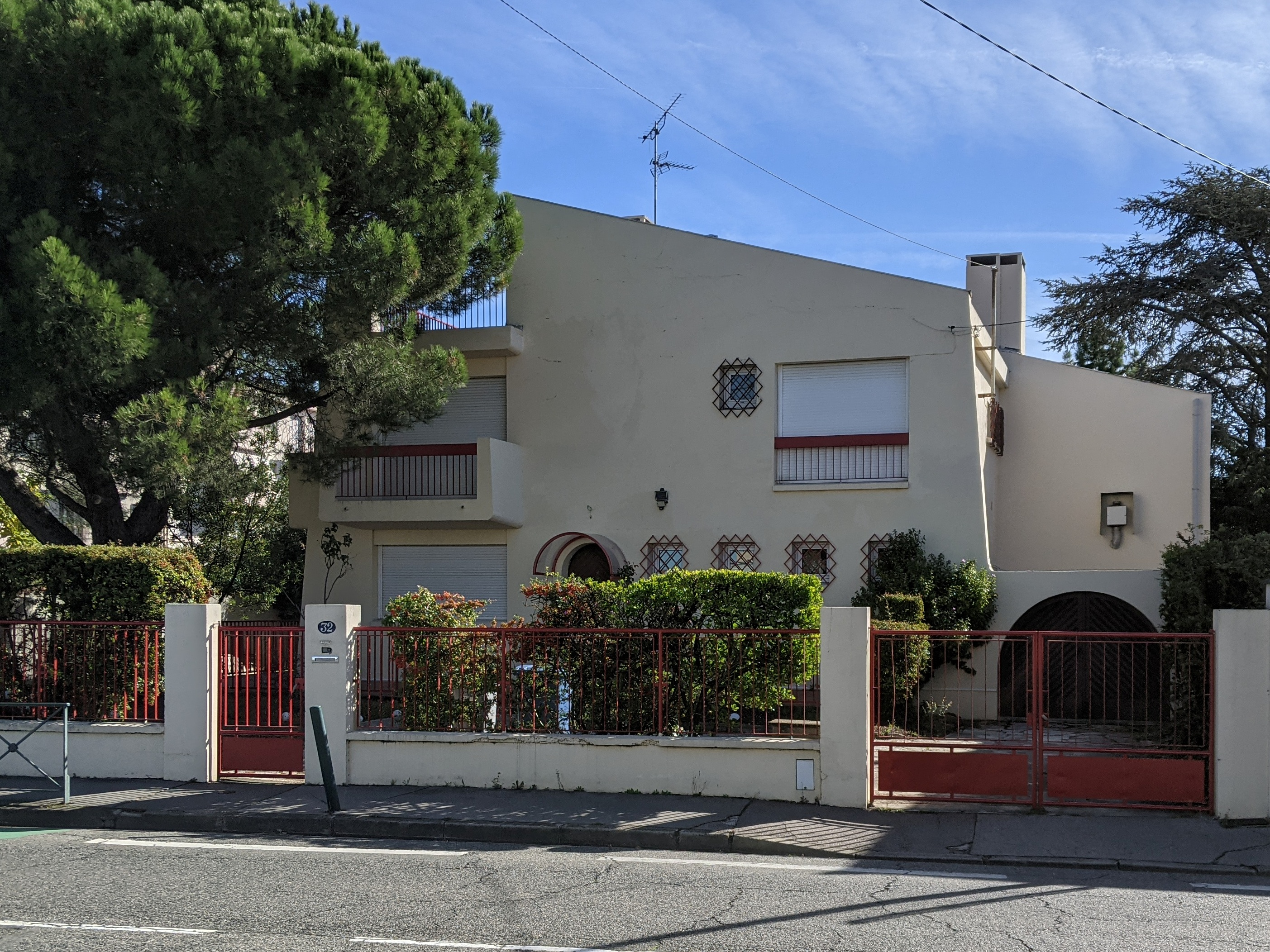
no 32 : maison.

- no  32 : maison. 
La maison, construite dans les années 1950 ou 1960, bénéficie d'une architecture soignée.

- no  50 : Clos Paul Margueritte. 
Une résidence de dix logements, le Clos Paul Margueritte, est construite entre 2020 et 2021 à l'emplacement d'une maison des années 1920-1930, construite en fond de parcelle. Du côté de la route, le jardin est fermé par une clôture en béton aux motifs inspirés de l'Art nouveau[43].

- no  87 : maison.

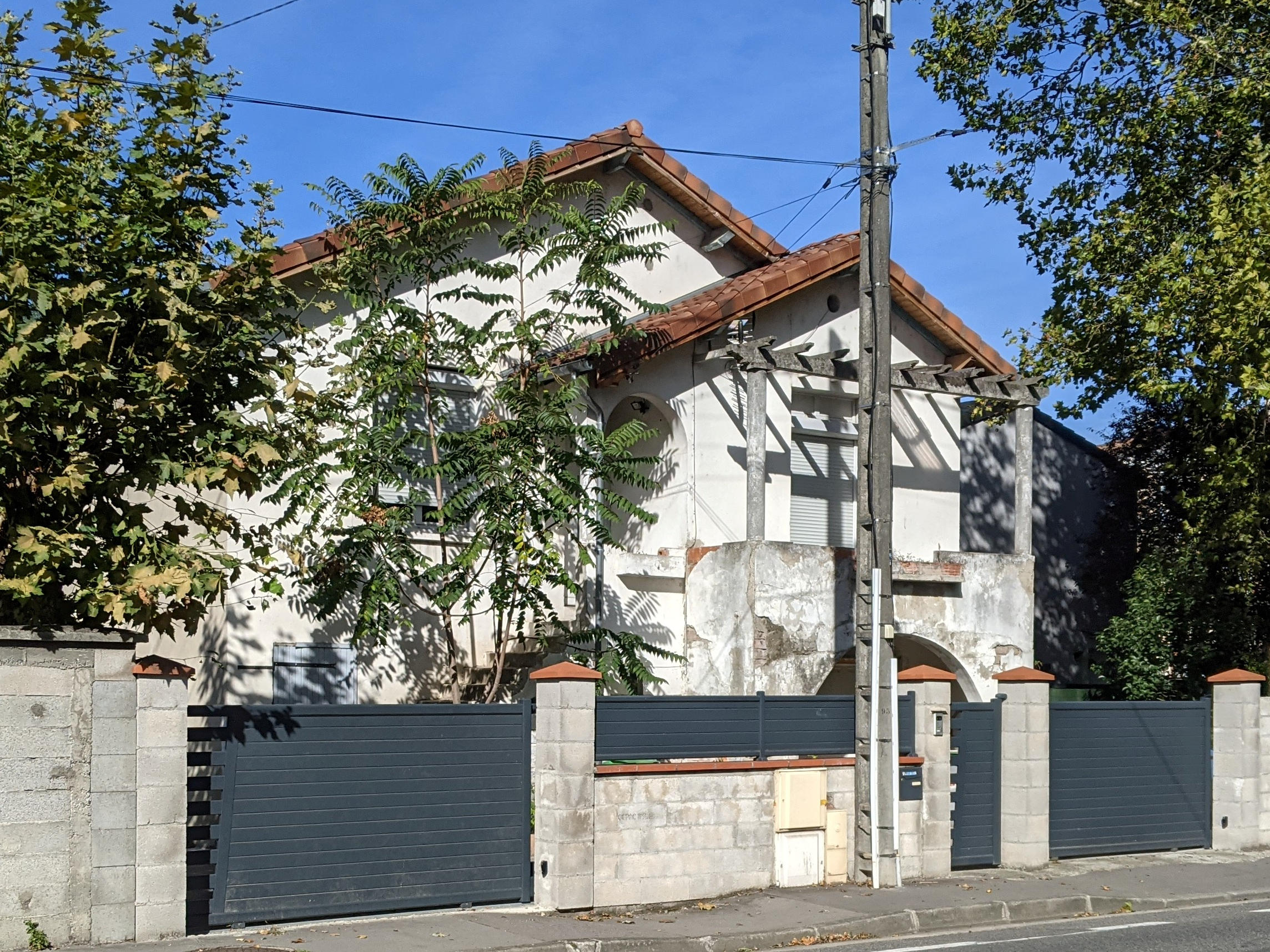
no 87 : maison.

- no  91 : maison de plaisance. 
La maison de plaisance, de style néo-classique, est construite dans le deuxième quart du XIXe siècle. Le bâtiment principal est perpendiculaire à la route. Il se compose d'un pavillon central encadré de deux corps de bâtiments plus bas. Le pavillon central s'élève sur trois niveaux (un sous-sol semi-enterré, un rez-de-chaussée surélevé et un étage de comble), séparés par des cordons moulurés. La façade, traitée en bossage continu, est encadrée au niveau du sous-sol par des chaînages d'angle, et au rez-de-chaussée par des pilastres cannelés à chapiteaux corinthiens. Le sous-sol est accessible par une petite porte centrale et éclairé par des soupiraux latéraux rectangulaires, fermés par des grilles en fonte. Un escalier extérieur, qui possède un garde-corps en fonte, donne accès au rez-de-chaussée. La porte, centrale, est surmontée d'une marquise et encadrée par deux hautes fenêtres, voûtées en plein cintre. Le comble est simplement percé d'œils-de-bœuf et surmonté d'une corniche à denticules et modillons couronnant toute l'élévation[44].

- no  193 : maison « L'Écusson ». 
Une maison de plaisance de style néo-classique est construite en 1870 pour le compte d'Henri Boufartigue, auteur d'un Guide illustré dans Toulouse et dans le département de la Haute-Garonne. Le bâtiment principal est en retrait par rapport à la route. Il présente une élévation symétrique et se développe sur trois niveaux : un rez-de-chaussée, un étage et un niveau de comble à surcroît. La travée centrale est mise en valeur par une légère saillie et son couronnement par un fronton-pignon orné d'un écusson qui porte l'inscription latine "Virtus vulgaria tendit adjuvente Deo" (« La vertu étend les choses banales avec l'aide de Dieu ») et les initiales H et B entremêlées[9].

- no  203 : usine[45].

- no  308 : maison « Le Chalet ». 
La maison, nommée « Le Chalet », est construite à la limite entre les XIXe et XXe siècles. Elle se rapproche, par son style, des villas de type « chalets », construites dans les villes de villégiature de la deuxième moitié du XIXe siècle. La propriété se composait d'un vaste parc arboré, en partie démantelé et loti au cours du XXe siècle. La maison elle-même est démolie en 2020 au profit de la construction d'une nouvelle résidence de 47 logements, La Manufacture. Seul subsiste, le long de la route, le mur de clôture la porte cochère, marquée par deux piliers à base octogonale et coiffés de chapiteaux, et encadrée de portes piétonnes de chaque côté. 
La maison s'élevait sur trois niveaux séparés par des cordons de brique. Le rez-de-chaussée était percé de fenêtres segmentaires, le 1er étage de fenêtres rectangulaires et le niveau de comble d'étroites lucarnes. Les élévations étaient couronnées d'une large corniche débordante soutenue par des aisseliers en bois. La travée centrale était mise en valeur par un traitement plus monumental. Au rez-de-chaussée, la porte d'entrée était encadrée de deux fenêtres étroites et couverte par une terrasse qui possédait un imposant garde-corps à balustres en terre cuite. Deux colonnes en bois soutenait un auvent qui montait jusqu'au dernier niveau, où s'ouvrait une haute fenêtre, également dotée d'un garde-corps à balustres[46].

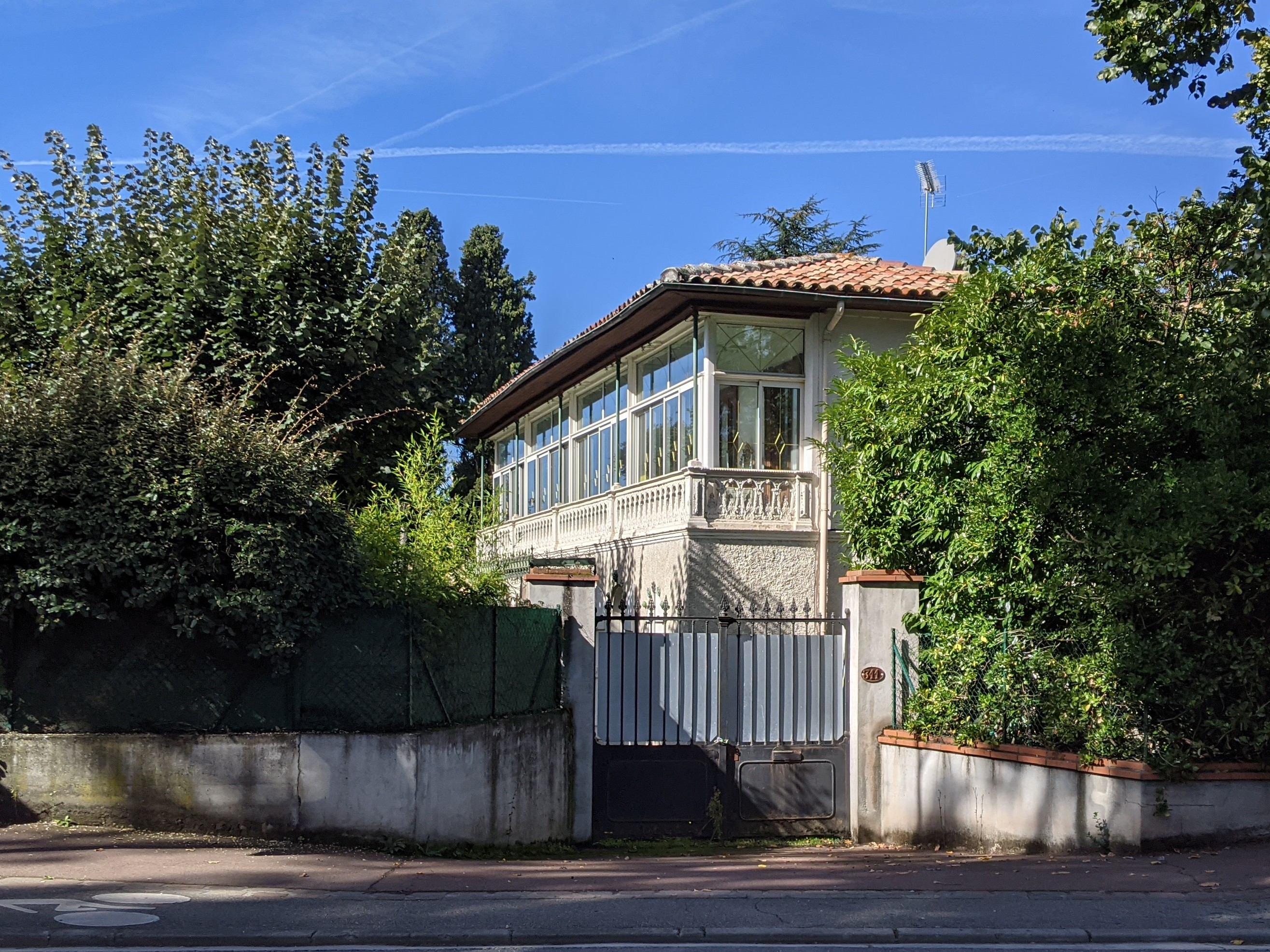
no 311 : maison « Bagatelle ».

- no  311 : maison « Bagatelle ». 
La maison est construite dans la deuxième moitié du XIXe siècle, au centre d'une parcelle délimitée par la route de Launaguet, le chemin de Croix-Bénite et la rue Marcelle-Capy, au cœur d'un parc planté d'arbres. La maison est disposée perpendiculairement à la route et présente sa façade principale du côté sud. Le rez-de-chaussée est éclairé de fenêtres et de portes-fenêtres voûtées en plein cintre. Les trois travées centrales sont surmontées d'une marquise en fer forgé, tandis que les fenêtres latérales sont surmontées de rosaces en terre cuite. À l'étage, une loggia occupe toute la façade, fermée par un garde-corps à balustres. Des colonnettes en bois supportent l'avant-toit[47].

- no  368 : maison.

### Établissements scolaires
- no  29 : école maternelle Lucie-Aubrac. 
L'école maternelle temporaire Lucie-Aubrac a ouvert en 2018 sur une vaste parcelle entre la route de Launaguet et l'avenue de Fronton : c'est sur cette dernière que se trouve l'école élémentaire Lucie-Aubrac, achevée en 2017 (actuel no 38). L'école maternelle temporaire est composée de plusieurs constructions modulaires de type Algeco[48]. La construction de l'école maternelle est confiée au bureau d'architecture bordelais FGA.

- no  150 : lycée professionnel Urbain-Vitry. 
L'histoire du lycée Urbain-Vitry remonte au milieu du XXe siècle. Un centre d'apprentissage est créé vers 1955 le long de la route de Launaguet. Il devient le lycée d'enseignement professionnel Bayard – en l'honneur de Pierre Terrail de Bayard, le chevalier « sans peur et sans reproche »[49]. Il propose des formations dans les métiers du bâtiment, comme la maçonnerie, la plomberie, la peinture, la décoration et l'économie de la construction. En 2014, à la suite d'importants travaux de rénovation menés par les architectes Thierry Meu, Christian Lalucaa et Émilie Couderc, pour le compte du conseil régional, le lycée est renommé en hommage à Urbain Vitry.

### Parcs et jardins publics

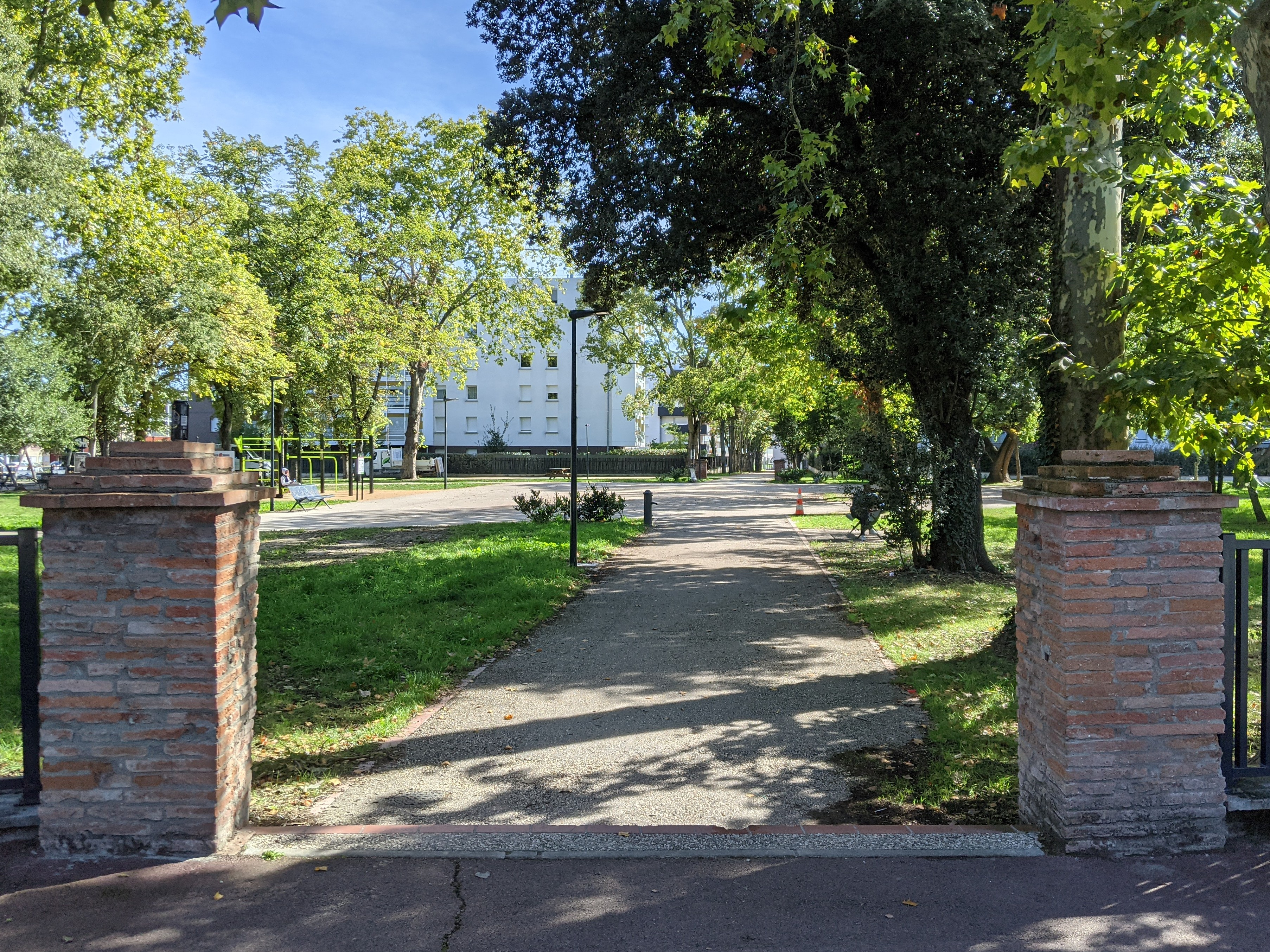
L'entrée du parc de la Violette.

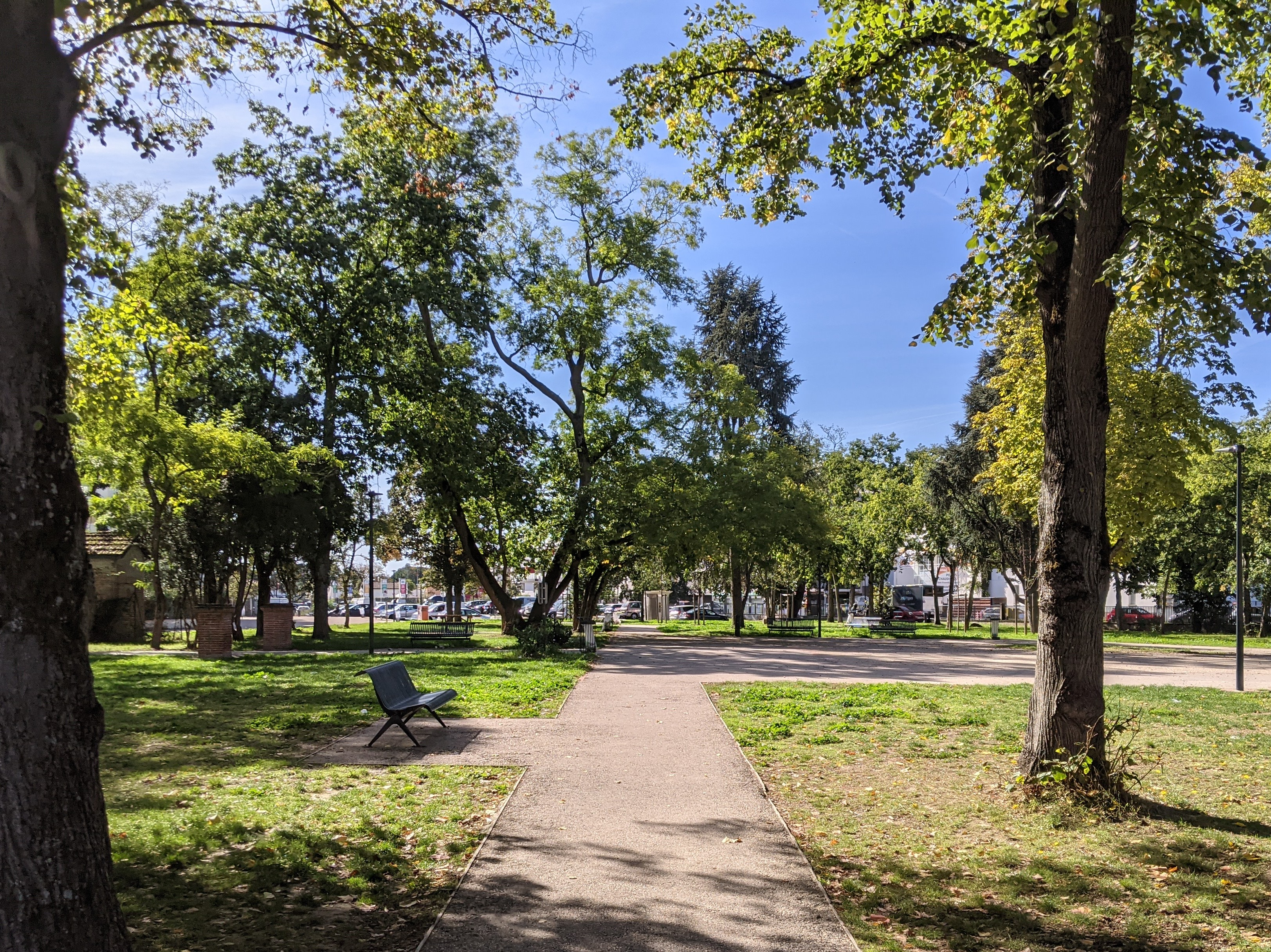
Une allée du parc de la Violette.

- no  29 : parc de la Salade. 
Le parc de la Salade est aménagé en 2020 sur une parcelle qui aurait dû être dévolue à la construction immobilière, entre la route de Launaguet et l'avenue de Fronton (actuel no 38). Le projet, qui prévoyait la réalisation de 300 logements, propose désormais un parc, un groupe scolaire et une centaine de logements. Le parc, qui possède une superficie de 18 000 m², reste faiblement arboré. Il comporte une aire de jeux pour enfants, des modules de fitness et un jardin partagé[50].

- no  39 : jardin partagé de la Salade. 
Le jardin partagé de la Salade est créé en 2020, sur une partie du parc de la Salade. Les 1 860 m², propriété de la commune, sont gérés par l'association Jardin de la Salade[51].

- no  282 : parc de la Violette. 
Le parc de la Violette est ouvert en 2019, dans le cadre de l'aménagement du secteur Moulis-Croix-Bénite, à l'emplacement de la ferme Bénech et de son parc[52]. La ferme se composait d'un logis principal et de plusieurs bâtiments agricoles, dont une volière, seul bâtiment conservé. Le parc actuel occupe une parcelle de 8 500 m², à l'angle de la rue Virginia-Woolf. Il conserve plusieurs arbres anciens de grande taille, parmi lesquels micocoulier de Provence, platane, chêne, buis, noyer, marronnier, pin noir et cèdre bleu de l'Atlas[53]. Il possède une aire de jeux pour enfants.